# Lena – Liebe meines Lebens
Lena – Liebe meines Lebens ist eine Telenovela, die von 2010 bis 2011 täglich im ZDF ausgestrahlt wurde. Sie basierte auf der argentinischen Soap Don Juan y su bella dama und stellte die erste Serien-Adaption des Mainzer Senders dar. Die Protagonisten des Formats waren Jessica Ginkel und Max Alberti.

## Ausstrahlung
Die Telenovela wurde vom 20. September 2010 bis zum 1. April 2011 montags bis freitags um 16:15 Uhr im ZDF gezeigt, die Wiederholungen liefen am folgenden Werktag um 10:30 Uhr. Wie der Sender bereits am 28. Februar 2011 mitteilte, übernahm die neue Produktion Herzflimmern – Die Klinik am See dann ab dem 4. April 2011 den Sendeplatz von Lena – Liebe meines Lebens. Das Hauptproblem, welches für die Neuprogrammierung am Nachmittag gesorgt hatte, stellten die tendenziell schwachen Einschaltquoten der Telenovela dar, deren restliche Episoden bis zum Happy End am 21. Juni 2011 auf dem ehemaligen Sendeplatz der Vortags-Wiederholungen liefen.
Auch der Ausstrahlungs-Turnus in der Schweiz hatte sich durch diese Umstrukturierung verändert. Auf SF 1 liefen die Lena-Episoden nicht mehr um 16:55 Uhr, sondern bereits um 16:00 Uhr. Während der alte Sendeplatz fortan ebenfalls von Herzflimmern belegt war, wurden die Lena-Wiederholungen am nächsten Werktag weiterhin um 12:10 Uhr auf SF zwei ausgestrahlt.
Die bis dato um 14:25 auf ORF 2 ausgestrahlten, aktuellen Episoden wurden – wie in Deutschland auch – auf den Vormittag verlegt und waren dort bereits um 10:10 Uhr zu sehen, während auch hier Herzflimmern nun auf dem alten Lena-Sendeplatz lief. Die Vortagswiederholungen wurden dafür gestrichen.
Im ZDF hatte Lena – Liebe meines Lebens im September 2010 die Nachfolge des Sendeplatzes von Hanna – Folge deinem Herzen übernommen. Zunächst waren 240 Episoden geplant, wobei anfangs nur 120 Episoden bestellt wurden. Erst kurz nach Ausstrahlung der ersten Episoden stockte man diese auf 180 Episoden auf. Die letzte Episode lief schließlich am 21. Juni 2011.
Vom 17. Oktober 2013 bis zum 1. Juli 2014 wurden die Episoden bei ORF 2 um 14:25 Uhr wiederholt.

## Produktion

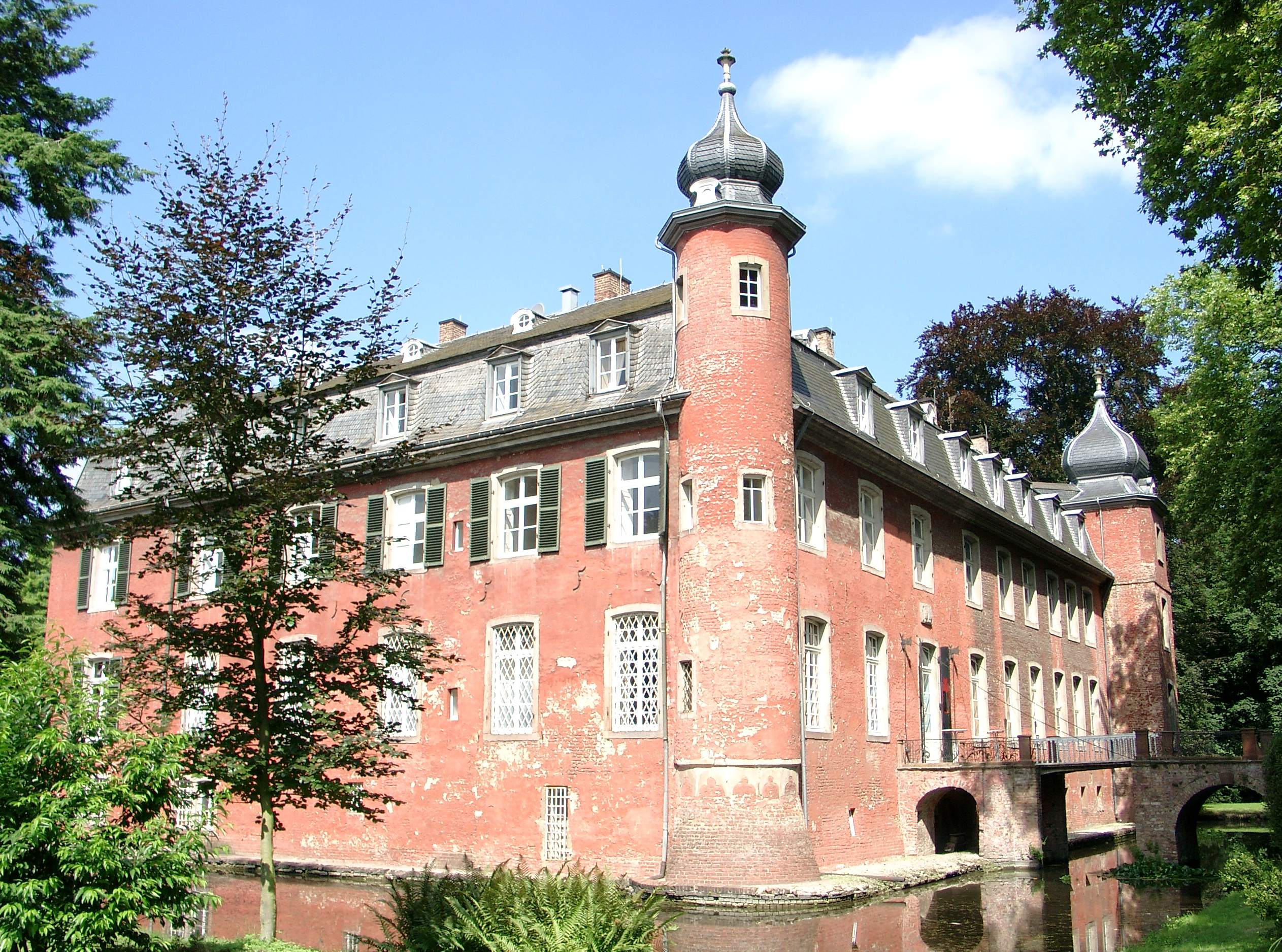
Die Villa der Familie von Arensberg

Vom 30. Juni 2010 bis zum 15. April 2011 wurden die Episoden in den MMC-Studios in Hürth-Kalscheuren bei Köln gedreht. Außendrehorte waren das Schloss Gymnich, die Kölner Innenstadt sowie diverse Lokalitäten im Rheintal. Am 30. März 2011 wurden zudem einige Szenen in Bonn produziert, nämlich im Hofgarten und in der Riesstraße, zudem vor den Schließfächern im Hauptbahnhof am Ausgang zum Bonner Klanggrund. Die Szenen waren am 14. Juni 2011 in Episode 175 zu sehen.
Obwohl die Telenovela ab April 2011 auf ihrem neuen Sendeplatz zuletzt hervorragende Quoten erzielen konnte, beschlossen die Verantwortlichen, die geplanten 180 Episoden nicht mehr zu übersteigen, da die Produktion für ein Vormittagsformat auf Dauer zu teuer gewesen wäre. Letzter Drehtag war der 15. April 2011.

## Auszeichnungen
Mehrere Darsteller wurden für den German Soap Award nominiert, der im Juni 2011 erstmals verliehen wurde:
- Beste Darstellerin Telenovela – Janina Flieger, Jenny Jürgens
- Bester Darsteller Telenovela – Max Alberti, Joachim Raaf
- Bestes Liebespaar – Max Alberti & Jessica Ginkel
- Bösester Fiesling – Urs Remond
- Bester Newcomer – Annika Ernst
- Sexiest Woman – Jessica Ginkel
- Sexiest Man – Kostas Sommer

## Handlung

### Teil 1 – David stellt Lenas Leben auf den Kopf
Die 28-jährige Lena Sander aus Köln-Ehrenfeld verliert ihren Job als Fensterputzerin, indem sie sich für einen Kollegen einsetzt und darüber mit ihrem Chef aneinandergerät. Zu allem Überfluss läuft ihr auf dem Nachhauseweg die scheinbar verwirrte Amelie von Arensberg vor das Fahrrad, die ihren Hund Minnie sucht. Lena bringt die überforderte Dame nach Hause und muss feststellen, dass sie auf einem Schloss im Rheinland lebt. Amelie findet Gefallen an Lena und zeigt ihr eines ihrer Jugendkleider, in dem diese Amelies Enkel David, einem erfolgreichen Musikproduzenten, der aus L.A. zurückgekehrt ist, begegnet. David pflegt ein sehr inniges Verhältnis zu seiner Großmutter, von der er erfahren muss, dass sein Vater Rafael plant, sie in ein Seniorenheim zu schicken. Gemeinsam mit seiner neuen Lebensgefährtin, der unwiderstehlichen wie raffgierigen Vanessa Meyer, plant er nämlich den Verkauf des Anwesens. David stellt sich entschieden gegen seinen Vater, macht Amelie aber auch klar, dass sie in Zukunft Hilfe benötigen werde. Diese möchte Lena als Gesellschafterin einstellen, doch die kommt nur noch einmal auf das Schloss, um die Offerte abzulehnen. Lena ist fest entschlossen, die Nähe zu David zu meiden, die ihr bisheriges Leben an der Seite des Autowerkstatt-Besitzers Tony Weiss auf den Kopf stellen könnte. Nachdem sie mit diesem über die neue Jobaussicht allerdings aneinandergeraten ist, sagt sie zu Davids Freude doch noch zu.
Da ihre Pläne plötzlich zum Scheitern verurteilt scheinen, wollen Rafael und Vanessa das zurückgekehrte Familienmitglied auf ihre Seite ziehen, um über ihn Amelie beeinflussen zu können. Bei einem gemeinsamen Treffen in der Bar und Lounge Tango, in der Lenas beste Freundin Conny Küppers arbeitet, soll Vanessa ihren ganzen Charme einsetzen, doch die muss erschrocken feststellen, dass es sich bei Rafaels Sohn um ihre Affäre handelt, die sie auf dem Rückflug aus Amerika kennengelernt hat, wo sie interessierte Käufer für das Arensberg-Schloss angeworben hatte. Mit einer List – einem fingierten Anruf auf dem Schloss – schafft es Vanessa, einem Zusammentreffen mit ihrem Liebhaber aus dem Weg zu gehen. Denn als Lena David darüber informiert, dass unangekündigter Besuch aus einer Seniorenresidenz quasi vor der Tür steht, macht sich dieser sofort auf den Weg zu seiner Großmutter. Als Rafael aus dem Tango zurückkehrt, kommt es wegen des vermeintlichen Besuchs zum Streit zwischen ihm und seinem Sohn. Entsprechend eisig schlägt Lena der Wind entgegen, als sie Davids Vater kennenlernt, der die neue Gesellschafterin seiner Mutter schnell wieder loswerden möchte. Er beleidigt sie und verweist sie seines Hauses. Als David sich bei Lena entschuldigen möchte und sie zu Hause aufsucht, trifft er – zu Lenas Unbehagen – auf Tony. Dieser stellt sich nun vehement gegen Lenas Beschäftigung auf dem Schloss, doch als sie ihn nachts in seiner Werkstatt dabei überrascht, wie er an einem gestohlenen Auto arbeitet, gibt Tony ihr seinen Segen, um sie abzuwimmeln. Lena ahnt nichts von den dubiosen Geschäften, in die ihr Freund verstrickt ist.
Zudem wird Tonys Sohn Luca von einer mysteriösen Person beobachtet und fotografiert. Tony ahnt, dass es sich dabei um dessen leibliche Mutter Janka Kovac handelt, die einst drogensüchtig war und das gemeinsame Kind vernachlässigte. Seitdem zieht Tony seinen Sohn alleine groß, doch die inzwischen cleane Janka, von der Luca glaubt, sie sei tot, sucht nun wieder den Kontakt zu Luca. Derweil fahren Rafael und Vanessa härtere Geschütze auf: Sie schleusen Janka, die bisher in Vanessas Loftwohnung putzte, als Hausmädchen ins Schloss ein, wo diese Amelie Tabletten verabreichen soll, die sie unzurechnungsfähig erscheinen lassen, von denen Janka aber glaubt, sie seien lebenswichtig für die alte Gräfin. Die Medikamente verfehlen ihre Wirkung nicht: Amelie fühlt sich bald schon elend und erschöpft. Nachdem sie ihre Symptome allerdings auf das neue Medikament schiebt und die Einnahme heimlich absetzt, verabreicht Rafael seiner Mutter das Mittel persönlich, sobald er mitbekommen hat, dass es Amelie gesundheitlich wieder besser geht.
Um David aus dem Feld zu schlagen, verlobt sich Tony zur Freude der Familie Sander mit Lena. Sein potentieller Schwiegervater Frank, Leiter der Polizeiwache am Ammerplatz, wird bei Tonys Verlobungsgeschenk allerdings misstrauisch: Lenas Armreif ähnelt verblüffend dem der verstorbenen Julia von Arensberg, die zwei Jahre zuvor von ihm und Tony angefahren wurde. Aus Furcht davor, dass Zusammenhänge ersichtlich werden, versuchte auch er von Anfang an, seine Tochter von der gräflichen Familie fernzuhalten. Lena bekommt allerdings mit, wie sehr David der Unfalltod seiner Mutter beschäftigt, und bittet ihren Vater, Erkundigungen zu dem längst abgeschlossenen Fall einzuholen. Als er die Akten zu dem Fall öffnet, fällt ihm ein Foto des Verlobungsbandes in die Hände, und er konfrontiert Tony damit. Eine Wiederaufnahme des Falls vor Augen, plant Frank, das Verlobungsgeschenk seiner Tochter heimlich zu entwenden und das Beweisstück sodann verschwinden zu lassen.
Obwohl Vanessa sich eigentlich dazu entschlossen hatte, David zu vergessen, lässt sie ihre Affäre mit ihm wieder aufleben. Mehrmals treffen sich die beiden in Vanessas Loft, doch beide ahnen nicht, dass sie im Lift beim Liebesspiel gefilmt werden. Als Vanessa vom immer noch nichts ahnenden Rafael von der Überwachungskamera im Fahrstuhl erfährt, auf die ihr Verlobter Zugriff hat, versucht sie panisch, das Beweisstück von Rafaels Laptop verschwinden zu lassen. Während Vanessa aus Sehnsucht nach David vergeht, muss der feststellen, dass „Theresa“ keine Ablenkung von Lena sein kann, und beendet die Affäre. Trotz ihrer Verlobung gesteht David Lena seine Gefühle. Tony sieht in David weiterhin einen gefährlichen Konkurrenten und weist diesen bei einem gemeinsamen Ausflug in die Schranken, indem er mit Lena und David eine idyllisch gelegene Kirche für die anstehende Hochzeit besichtigt. Er rechnet allerdings nicht damit, dass Lena in ihrem Zwiespalt aus der Kirche flüchtet und der Beziehung eine Auszeit verordnet.

### Teil 2 – Das Schicksal der Julia von Arensberg
Während eines Konzertbesuchs erleidet David einen Schwächeanfall, den sein bester Freund, der Filmproduzent Tom Lorenz, als Anzeichen von Verliebtheit deutet. Obwohl David Toms Vermutung abstreitet, muss er sich mit seinen Gefühlen für Lena auseinandersetzen. Um Ablenkung zu bekommen, stürzt er sich in die Aufklärung der Todesnacht seiner Mutter. Auf der Polizeiwache kann David Franks Kollegin Gaby Keller überreden, Einblick in die Polizeiakte zu erhalten, und stellt überrascht fest, dass es mit einem gewissen Matthias Zöller wider alle Informationen doch einen Tatzeugen gab. Als er diesen aufsucht, beschleicht ihn ein ungutes Gefühl, zumal der ehemalige Parkplatzwächter, der am Abend von Julias tragischem Tod Dienst hatte, nun in einer Villa im gehoberenen Stadtteil Lindenthal lebt und ihn abzuwimmeln versucht. Bei einer erneuten Konfrontation ergreift Zöller mit seinem Wagen die Flucht und überfährt dabei beinahe Lena, die David begleitet hatte.
Auch Frank trifft sich mit Zöller und muss erfahren, dass dieser über seine Fahrerflucht Bescheid weiß und überdies ein Überwachungsband besitzt, das Franks Schuld beweisen kann. Mit diesem Druckmittel drängt Zöller den Polizisten, ihm David vom Leib zu halten. Dieser ist sehr überrascht, dass Zöller plötzlich bereit ist, ihm wichtige Informationen über die Unfallnacht zu geben. Als es zu einem Treffen im Tango kommt, muss Lena mit ansehen, wie David vor ihren Augen von ihrem eigenen Vater aufgrund einer Anzeige wegen Belästigung verhaftet wird. Um seinen eigenen Kopf zu retten, steckt Frank David für eine Nacht in eine Arrestzelle, während Zöller aus Deutschland verschwindet. Damit scheint für David die einzige Möglichkeit, die Todesumstände seiner Mutter doch noch aufklären zu können, vertan zu sein.

### Teil 3 – Vanessas „Tanz auf zwei Hochzeiten“
Tony kann die Trennung von Lena nicht akzeptieren und bittet sie um eine letzte Chance. Lena ist hin- und hergerissen und beschließt schweren Herzens, auf dem Schloss zu kündigen. Als sie sich von Amelie verabschieden möchte, geht es dieser sehr schlecht, was Lena die Entscheidung noch schwerer macht. Aufgrund der Medikamente, die Rafael seiner Mutter weiterhin verabreicht, redet Amelie wirres Zeug über ihre große Liebe Fritz Schubert – eine günstige Gelegenheit für Rafael, um David von Amelies Unzurechnungsfähigkeit zu überzeugen. Zunächst behauptet er seinem Sohn gegenüber, dass es nie einen Fritz gegeben habe, engagiert dann aber einen Detektiv, der zur Beruhigung aller Nachforschungen anstellen soll. Von Rafael instruiert, überbringt dieser die traurige Nachricht von Fritz Schuberts Tod, der schon einige Jahre zurückliegen soll, doch Amelie spürt, dass das Gegenteil der Fall sein muss. Als Rafael schon zufrieden feststellt, mit dem Ausräumen dieses Themas eine wichtige Weiche für sein Bestreben gestellt zu haben, wartet nun Amelie mit einer überraschenden Neuigkeit auf. Als sie am Todestag ihres verstorbenen Mannes an dessen Grab zusammenbricht, da sie glaubt Fritz gesehen zu haben, offenbart sie ihrem Sohn, dass sein leiblicher Vater nicht der adelige Clemens von Arensberg, sondern der ehemalige Gärtner Fritz Schubert sei.
Nach weiteren Avancen erteilt David Vanessa eine Abfuhr und macht ihr zudem klar, dass er in eine andere Frau verliebt ist. Als sie Lena als diejenige ausmacht, sorgt sie zunächst dafür, dass diese ihr Verhältnis zu David falsch interpretiert. Letzten Endes entscheidet sich Lena allerdings gegen eine neue Chance für ein Leben an Tonys Seite, worauf Vanessa die Chance gekommen sieht, Tony in ihrem Kampf um David zu benutzen. Als dieser von Lenas Trennungsabsichten erfährt, setzt er Luca als Druckmittel ein, doch sein Umgangsverbot setzt letztlich seinem Sohn am meisten zu.
Als Rafael Vanessa offiziell seiner Familie vorstellt und ihre Verlobung bekannt gibt, begreift David fassungslos, dass es sich bei seiner zukünftigen Stiefmutter um seine Ex-Affäre „Theresa“ handelt. Diese macht sich weiterhin Hoffnungen auf David und holt ihn nach Zöllers Anzeige von der Polizeiwache ab, was auch Lena vorhatte. Als sie auch noch mitbekommt, wie sich die beiden küssen, ist ihr Vertrauen in David so schwer erschüttert, dass sie die Beziehung beendet. David sind Vanessas penetrante Annäherungsversuche so leid, dass er ihr droht, ihre bereits beendete Affäre vor Rafael auffliegen zu lassen, wenn sie nicht wieder vom Schloss verschwindet. Als Vanessa ihren Verlobten, der nicht von dem Konflikt ahnt, daraufhin unter Zugzwang verlassen möchte, erleidet dieser einen Zusammenbruch, weswegen David ihm die Wahrheit nicht mehr zumuten kann. Noch dazu wird er Zeuge einer freundschaftlichen Umarmung zwischen Lena und Tony, die dieses Mal er falsch interpretiert, und fasst den Entschluss, nach L. A. zurückzukehren. Während Lena denkt, sie sei David nicht wichtig genug, setzt Vanessa dagegen alles daran, Davids Abreise zu verhindern. Sie inszeniert einen Einbruch auf dem Schloss, der David seinen Entschluss noch einmal überdenken lässt.

### Teil 4 – Die Schatten der Vergangenheit
Janka möchte sich Luca endlich als Mutter offenbaren, doch Tony droht ihr, dem Kind von ihrer Vergangenheit als Drogenabhängige zu erzählen. Nach der Trennung von Lena lässt er sich dazu hinreißen, sich ausgerechnet bei Lucas Mutter Bestätigung zu holen. Jankas Hoffnungen auf einen Neuanfang werden allerdings im Keim erstickt, als sie von Tonys Versöhnungsplänen mit Lena erfährt, woraufhin sie Tony droht, Luca endlich aufzuklären. Trotzdem kann er eine weitere Annäherung zwischen ihr und Luca nicht verhindern. Janka gibt sich vor ihrem Sohn als Freundin seiner angeblich verstorbenen Mutter aus und erzählt ihm, wie sehr er von ihr geliebt wurde. Um Tony von der Endgültigkeit ihrer Trennung zu überzeugen, lässt Janka ihm ein Bild von David und Lena zukommen. Daraufhin vergrault er einen Kunden, der einen folgenschweren Unfall baut, in den Luca verwickelt wird. Als Janka davon erfährt, kann sie ihre Sorge um ihren Sohn kaum vor David geheim halten. Als sie im Krankenhaus von Tony abgewiesen wird, muss sie erneut miterleben, welche große Rolle Lena in Lucas Leben spielt. Janka zieht diese erfolgreich auf ihre Seite, woraufhin sich Lena bei Tony dafür einsetzt, dass Janka mehr Zeit mit Luca verbringen darf. Tony stellt diese zur Rede, doch Janka macht ihm klar, dass sie mit allen Mitteln um ihren Sohn kämpfen wird.
Lena ist zwar glücklich über Davids Entschluss, in Deutschland zu bleiben, doch das wiedergewonnene Vertrauen der beiden wird auf eine harte Probe gestellt, als David vermutet, Frank habe im Fall seiner Mutter Spuren verwischt. Sein Misstrauen kann erst ausgeräumt werden, als Franks und Gabys Kollege Peter Evers ihm den juristisch korrekten Ablauf des Falls bestätigt. Bei einem ersten Antrittsbesuch bei Familie Sander schließen alle David in ihr Herz, doch die Stimmung wird getrübt, als Tony auftaucht und sich von ihnen verraten fühlt. Am nächsten Tag hilft Lena ihrem Freund, den Text zum Titelsong für Toms neuen Film Jonas und Marie fertigzuschreiben. Davids bester Freund zeigt sich begeistert von Lenas Stimme und bittet sie, den Song für den Film einzusingen, doch Lena hat Angst davor, plötzlich im Rampenlicht zu stehen. Auch David glaubt an Lenas Talent und versucht sie ermuntern Love of my Life vor Publikum zu singen. Lena hat zwar Spaß an der gemeinsamen Arbeit mit David, einen öffentlichen Auftritt traut sie sich aber nicht zu.
Janka möchte beweisen, dass Tony in krumme Geschäfte verwickelt ist, und durchsucht seine Werkstatt. David weiß von ihrem Plan und unterstützt sie, denn auch er ahnt, dass Tony etwas zu verbergen hat. Als er von Peter eine Information über Frank bekommt, bringt er den Polizisten auf die Idee, Tonys Werkstatt zu durchsuchen. Frank verhindert das zunächst, was Davids Misstrauen noch verstärkt. Um allen Verdacht gegen sich zu zerstreuen, stimmt er einer Durchsuchung doch noch zu, doch warnt er Tony heimlich vor. Der kann nach der ergebnislosen Aktion zwar wieder durchatmen, bis er erst einen leichten Schwächeanfall erleidet und schließlich vor Luca ganz zusammenbricht. Als er nach einer Untersuchung wieder entlassen werden kann, beschließt er endgültig dafür zu sorgen, dass Janka ihm nicht mehr in die Quere kommen kann. Die ist völlig geschockt, als sie plötzlich wegen Drogenbesitzes festgenommen wird, realisiert aber bald, dass Tony dafür verantwortlich ist, da er trotz Jankas Flehen keine Anstalten gemacht hat, in die Verhaftung einzugreifen. Aufgrund der Drogenmenge muss sie nun mit einer langen Gefängnisstrafe rechnen. Auch auf Lena wartet eine böse Überraschung, als sie erfährt, dass Tony an einem unheilbaren Hirntumor leidet. Dieser versucht sofort, Lena durch die Krankheit wieder an sich zu binden, und simuliert einen emotionalen Zusammenbruch vor seiner Ex-Freundin. Die verspricht, ihm bis zu seinem Tod beizustehen und sich danach um Luca zu kümmern. Da Lena nicht ahnt, dass Lucas Mutter noch am Leben ist, erpresst Tony Janka, nachdem er erfahren hat, dass sie ihn ans Messer liefern will. Vanessa, die ebenfalls verhindern will, dass Lena die Wahrheit über Lucas Mutter erfährt, da sie sich von Tony trennen und mit David glücklich werden möchte, besticht daraufhin einen Anwalt, der Janka ein falsches Schuldeingeständnis unterschreiben lassen soll, wodurch sie weiter hinter Gittern bleiben würde. Als diese realisiert, dass selbst der Anwalt ihr keinen Glauben schenkt, versucht sie sich das Leben zu nehmen und wird in die Psychiatrie eingeliefert.
Amelie bittet Rafael, ihr bei der Suche nach Fritz zu helfen, doch der reagiert wütend und beleidigt seine Mutter schwer. Amelie schmerzt die Verachtung ihres Sohnes, so dass sie ihre große Liebe verleugnet, um ihren Sohn zu besänftigen. Doch ihr Verdacht, Fritz könnte am Grab ihres Mannes gewesen sein, macht ihr schwer zu schaffen. Derweil wird Vanessa von ihrer Vergangenheit eingeholt: Mit Isabelle Lisson steht ungebeten ihre Halbschwester vor der Tür. Diese spielt mit dem Gedanken, auf dem Schloss zu bleiben, und setzt Vanessa, die Isabelle so schnell wie möglich wieder loswerden möchte, mit ihrem Wissen um deren Vergangenheit unter Druck. Zu allem Überfluss ist Isabelle Amelie so sympathisch, dass sie sie als zweites Hausmädchen einstellt. Außerdem findet Isabelle heraus, wer Vanessas heimliche Affäre war. Derweil lernt Rafael bei einem kleinen Unfall Lenas Tante Linda Behrendt kennen, die nach vielen Enttäuschungen in ihrem sympathisch wirkenden Gegenüber ihren Traummann ausmacht. Die beiden beginnen eine Affäre.

### Teil 5 – Vom hinterlistigen Betrug zur bitteren Realität
Lena wird immer wieder von der eifersüchtigen Vanessa provoziert, doch sie ist sich sicher, dass ihre Liebe durch nichts zerstört werden kann. David plant einen Heiratsantrag, was vor allem Amelie glücklich stimmt, doch dann erfährt Lena von Tonys Schicksal und lehnt ihn schweren Herzens ab. David ist zutiefst gekränkt und sucht ein Gespräch mit Tony, das Zweifel an dessen Krankheit in David aufkommen lässt. Als Lena dann auch noch zustimmt, Tony vor seinem nahen Tod zu heiraten, versucht David vergeblich sie davon abzubringen, was zur Folge hat, dass Lena auf Distanz zu ihm geht. Bei einem weiteren Gespräch versucht David seinen Kontrahenten dazu zu bringen, Lena freizugeben, doch der nutzt die Situation zu seinem Vorteil und diskreditiert David vor Lena. Währenddessen kommt es zu einer Auseinandersetzung zwischen Rafael und Vanessa, in deren Verlauf Rafael seine Verlobte schlägt. Die gekränkte Vanessa fordert seinen sofortigen Auszug aus dem Schloss, woraufhin Rafael, der seinen Kontrollverlust erschrocken zur Kenntnis nimmt, ausgerechnet seinen Sohn um Vermittlung bittet. Für Vanessa, die Davids freundschaftlich gemeinte Fürsorge genießt, läuft alles wie geplant, doch sie ahnt nicht, dass er ein Telefonat zwischen ihr und Tony mitbekommt, das weiteren Zweifel an dessen Aufrichtigkeit in David zulässt. Er spioniert den beiden zwar hinterher, doch es gelingt ihnen, sich herauszureden. Tony treibt seine Hochzeitspläne nun verstärkt voran und konfrontiert Lena mit der in wenigen Tagen stattfindenden Zeremonie. Die findet durch Zufall Jankas Koffer unter Tonys Bett und bleibt auch nach seinen Ausflüchten skeptisch. Derweil stattet Vanessa Janka in der Psychiatrie einen Besuch ab. Janka, die Rache an Tony schwört und ihre ehemalige Arbeitgeberin auf ihrer Seite glaubt, gibt Vanessa einen Hilferuf an David mit, doch die lässt den Brief einfach verschwinden.
Tony ist nach weiteren Anfällen nun ernsthaft um seine Gesundheit besorgt, doch Vanessa erstickt seine Sorgen im Keim, und obwohl er Lähmungserscheinungen hat, kann Tony sich nicht zu einem Arztbesuch durchringen. Als er einen weiteren Zusammenbruch erleidet, den er sich nicht erklären kann, spricht er vor Lena von Selbstmord, was ihr Pflichtgefühl Tony gegenüber weiter befeuert. Derweil zieht sich David in Toms Landhaus zurück, wo überraschend Lena auftaucht. Nach einer gemeinsamen Nacht verlässt Lena David endgültig und fügt sich ihrem Schicksal. Tony wird derweil von Vanessa unter Druck gesetzt, die ihm mit Konsequenzen droht, sollte er Lena die Wahrheit gestehen. Und obwohl auch Tony nicht mehr möchte, dass Lena ihn aus Mitgefühl heiratet, kommt es schließlich zur feierlichen Zeremonie, die auch der herbeigeeilte David nicht mehr verhindern kann. Lena möchte trotz ihrer Heirat für Amelie arbeiten, doch Vanessa beeinflusst diese, die daraufhin schweren Herzens beschließt, Lena zu entlassen, um David vor weiterem Kummer zu schützen. Als Janka von der Hochzeit erfährt, muss sie sich damit abfinden, dass Lena nun offiziell die Mutter ihres Sohnes ist. Als sie bei dem Gedanken daran die Kontrolle über sich verliert, unternimmt sie einen Fluchtversuch und landet wieder im Gefängnis.
David bleibt Vanessa gegenüber weiterhin distanziert, obwohl sie ihn nach der Trennung von Lena unnachgiebig mit ihrer Fürsorglichkeit umgarnt. Er konfrontiert sie stattdessen mit dem verschwundenen Geld auf Rafaels Konto, wodurch es zu der heftigen Auseinandersetzung zwischen Rafael und Vanessa gekommen war. Als sie behauptet, damit Tonys Behandlung finanziert zu haben, stattet David als vorgeblich Eingeweihter dem Arzt Dr. Jessen einen Besuch ab, der Vanessas angeblichem Komplizen gegenüber unwissentlich alles verrät. David ist fassungslos über Tonys Betrug und konfrontiert Lena damit, die ihm nicht glaubt. Tony gerät unter Druck, als Lena aus ihrem entstandenen Zweifel heraus von ihm die Konsultation eines Arztes fordert, den sie ausgesucht hat. Vanessa schafft es nicht, die Ergebnisse zu manipulieren, doch zur Überraschung aller bestätigt die Ärztin, die Lena von Linda empfohlen wurde, Tonys Diagnose.

### Teil 6 – Rafaels vorgetäuschter Absturz
Der Verdacht, Rafael könnte eine Affäre haben, macht Vanessa klar, dass sie ihren Verlobten wieder stärker an sich binden muss. Sie stellt ihm eine Versöhnung in Aussicht, worüber Rafael sehr froh ist. Zudem kommen die beiden ihrem Ziel, das Schloss zu verkaufen und gemeinsam ein neues Leben zu beginnen, ein Stückchen näher, als sich Amelie nach den Ereignissen der letzten Zeit dazu entschließt, das Schloss zu verlassen und in die Seniorenresidenz Hohenried ziehen. Zunächst gelingt es David, seine Großmutter von dem überstürzten Entschluss abzubringen. Das stürzt Rafael in ein großes Dilemma, da der Verkauf des Schlosses nun wieder in weite Ferne gerückt ist und so die Summe, die er sich von Geldgebern geliehen hatte, kurzfristig nicht aufzubringen ist. Amelie verlässt das Anwesen schließlich doch und begegnet in der Seniorenresidenz ihrer großen, totgeglaubten Liebe Fritz.
Während beide ihre Liebe neu aufleben lassen, gerät David in Gefahr, da er von Rafaels Geldgeber Sven Kahl entführt wird, dem Rafael nach wie vor eine hohe Geldsumme schuldig ist. Vanessa gelingt es, mit Kahl einen Handel zu vereinbaren, durch den David wieder freikommt, doch Kahl bedroht Rafael und Vanessa weiter. Beide beschließen, Rafaels Tod vorzutäuschen und mit den 6 Millionen Euro aus der Lebensversicherung die Schulden zu begleichen. Als Kahl von dem angeblichen Unglück erfährt, gewährt er Vanessa ein halbes Jahr Aufschub, bis die Versicherung sie ausbezahlt hat.
Die Nachricht ihres bei einem Flugzeugabsturz tödlich verunglückten Sohnes versetzt Amelie in einen Schockzustand, durch den sie die Vergangenheit verdrängt. Sie erkennt Fritz nicht mehr wieder, der sich daraufhin aus Rücksicht als „Tristan Morgenstern“ ausgibt. So kann er Amelie, die wieder auf das Schloss zurückgekehrt ist, besuchen und als Freund beistehen, ohne Verdacht zu erregen, da er in der Seniorenresidenz allen Besuchern durch Amelie als „Tristan“ vorgestellt wurde.

### Teil 7 – Viele Lügen fliegen auf
Tony muss nach einem schweren Zusammenbruch notoperiert werden und entschließt sich zu einer mehrmonatigen Kur, zu der ihn Lena und Luca begleiten. Drei Monate später schlägt die Reha an, Tony kann wieder laufen. Als die drei nach Köln zurückkehren, erfährt Tony von Vanessa, dass Janka aus dem Gefängnis entlassen werden soll. Durch Zufall macht Peter nämlich Unstimmigkeiten bezüglich der Informationen, die Janka per Brief an David weitergereicht hatte, und denen, die David über Jankas Verbleib zu glauben scheint, aus. David besucht Janka daraufhin im Gefängnis und erfährt, dass sie Lucas leibliche Mutter ist, von der Tony immer behauptet hat, sie sei tot.
Durch Vanessas Interaktion wird Janka direkt nach ihrer Entlassung entführt, bevor sie mit David in Kontakt treten kann. Tony beschwört den Komplizen, Janka durch Drogen ruhigzustellen, doch eine Überdosis bringt die Gefangene in Lebensgefahr. In dem Glauben, Janka sei gestorben, bringt der Entführer ihre Leiche in ein Kloster, wo sie von Schwester Benedikta gesund gepflegt wird. Daraufhin schlägt Janka Tony nieder und entführt ihren Sohn. Lena kann ihr Versteck allerdings ausmachen und fährt mit David zu dem Kloster. Daraufhin erfährt Lena die ganze Wahrheit und versteckt Janka und Luca bei ihrer Mutter Pia.
Nach ihrer Rückkehr von Tonys Reha verliert Lena den Glauben in David, da Vanessa ihr fingierte Bilder einer gemeinsamen Liebesnacht mit David zukommen lässt. Sie möchte sich daraufhin ganz ihrer beruflichen Zukunft widmen und singt nun doch den Titelsong für Toms Film ein. David lernt zeitgleich Fritz’ Stiefenkelin Felicitas kennen, in die er sich verliebt. Felicitas ist Musikproduzentin und Inhaberin einer Plattenfirma, bei der sich Lena um einen Job bewirbt. Zudem bekommt sie fortan Gesangsunterricht von Felicitas, die einst ein Musical-Star war, ihre Karriere jedoch nach einem Motorradunfall, bei dem sie ihr rechtes Bein verloren hatte, beendete. Felicitas fällt es sehr schwer, sich auf David einzulassen, doch der zeigt sich verständnisvoll.
Rafael kehrt zwischenzeitlich aus Irland zurück und versteckt sich bei Linda, die überglücklich den lebenden Rafael in die Arme schließt und blind vor Vertrauen ihre heimliche Affäre wieder aufleben lässt. Wegen Isabelle, die Vanessas Bilder findet und ihm somit angebliche Beweise für deren Untreue anbieten kann, steigt Misstrauen bezüglich der Treue seiner Verlobten auf. Immer wieder taucht er heimlich auf dem Schloss auf, um Vanessa zu kontrollieren. Diese wird inzwischen von Pilot Breitbach erpresst, der ihr droht, mit der Geschichte um den Absturz an die Öffentlichkeit zu gehen, sollte sich sein Honorar nicht erhöhen. Nach einem Interview Breitbachs tritt Vanessa wieder mit Kahl in Kontakt, dem sie erklärt, er würde kein Geld bekommen, sollte die Versicherung aufgrund Breitbachs Äußerungen nicht zahlen. Um weiteren Unannehmlichkeiten vorzubeugen, bringt Kahl den „Todespiloten“ um.

### Teil 8 – Vanessas Betrug bringt David in Lebensgefahr
Durch eine Tonbandaufzeichnung unter Druck gesetzt, müssen Vanessa und Rafael nun zusehen, ihre Schulden zu begleichen. Vanessa beginnt indes eine Affäre mit Tony und hofft von diesem schwanger zu werden, um David mit einem Kind aus der vorgetäuschten Liebesnacht an sich binden zu können. Derzeit wird Frank auf Kahl aufmerksam, der Lena beobachten lässt, doch diesem gelingt es durch eine List, Frank wegen versuchter Vergewaltigung ins Gefängnis zu bringen. Lena lernt im Tango den attraktiven Eric Gercke kennen, mit dessen Hilfe Kahl Lena entführen kann. David spürt jedoch schon vorher, dass von Eric eine Gefahr für Lena ausgeht, und setzt sich mit Frank, der wieder entlassen wurde, auf die Fährte der beiden. Durch ein riskantes Manöver, bei dem David beinahe Opfer einer Autobombe wird, können sie Lena retten. Eric wird verhaftet, Sven Kahl erleidet bei seiner Festnahme durch einen Schuss eine schwere Verletzung, der sich bei einem Handgemenge mit Frank löst. Er stirbt am nächsten Tag im Krankenhaus.
Rafaels Betrugsversuch fliegt auf, als er von Peter im Park angesprochen wird. Zunächst täuscht Rafael eine Amnesie vor, doch seine Fassade bröckelt immer mehr, als er erkennen muss, dass „Tristan Morgenstern“ sein leiblicher Vater Fritz Schubert ist. Daraufhin stellt er seiner Mutter ein Ultimatum, muss jedoch erkennen, dass er so nicht gegen Fritz ankommt, worauf er aus dem Schloss auszieht. Ein letztes Mal fällt Linda auf Rafael herein, gibt ihm dann aber endgültig den Laufpass. Zufällig belauscht Rafael ein Gespräch zwischen Vanessa und Isabelle, durch das er erfährt, dass Vanessa scheinbar ein Kind von David erwartet. Obwohl es den beiden gelingt, Rafael weiszumachen, Isabelle sei die Schwangere, bleibt er misstrauisch. David verlangt derweil einen Schwangerschaftstest von Vanessa, der zu ihrer eigenen Überraschung positiv ausfällt.
Als er felsenfest davon überzeugt ist, Vanessas Kind sei von David, diesen jedoch nicht finden kann, stellt er Vanessa zur Rede, die unter dem enormen Druck ihre angeblich schon lange andauernde Beziehung zu David gesteht. Unterdessen bekommt Janka das alleinige Sorgerecht für Luca zugesprochen. Tony macht David dafür verantwortlich, der Janka eine Anwältin besorgt hat. Sowohl Rafael als auch Tony machen sich mit einer Waffe im Gepäck auf den Weg zu einer Party von Toms Produzenten Philipp Schneider. Als David dort einen Anruf erhält und nach draußen geht, um zu telefonieren, erfährt er von Vanessa, die ihn vor Rafael warnen möchte, dass dieser ein Telefonat der beiden belauscht habe und über ihre angebliche Affäre Bescheid wüsste. Als die Verbindung abbricht, realisiert David, dass jemand mit gezückter Waffe vor ihm steht. Nachdem ein Schuss gefallen ist, bricht David schwer verletzt zusammen und fällt in einen Pool.

### Teil 9 – Anschlag mit Folgen
Nach dem Anschlag auf David verlässt Tony fluchtartig den Tatort. Rafael, der ebenfalls anwesend ist, rettet seinen Sohn vor dem Ertrinken. Nachdem Janka von dem Vorfall erfahren hat, informiert sie die Polizei über Tonys Morddrohung David gegenüber nach dem Gerichtstermin, weswegen er noch am selben Abend verhaftet wird. In Tonys Wohnung wird die Waffe gefunden, die er bei sich hatte, zudem werden Schmauchspuren an seiner Hand festgestellt. Nachdem er Frank und Gaby gegenüber gestanden hat, dass er David auf der Party mit der Waffe Angst einjagen wollte, wird ein Ermittlungsverfahren eingeleitet, obwohl er seine Unschuld beteuert.
Rafael weicht seinem Sohn derweil nicht von der Seite und bleibt über Nacht im Krankenhaus. Erst am nächsten Morgen hat sich dessen Zustand so weit stabilisiert, dass die Kugel operativ entfernt werden kann, doch Davids körperliche Verfassung bleibt weiter kritisch. Vanessa hält sofort Rafael für den Täter, doch der gibt sich als Davids Retter aus. Für Tony dreht sich die Schlinge immer fester zu: Die kriminaltechnische Untersuchung ergibt, dass aus seiner Waffe geschossen wurde, weshalb er zugeben muss, tatsächlich in die Luft gefeuert zu haben, was ihn dringend tatverdächtig macht. Allerdings stellt sich nach Davids Operation heraus, dass die Projektile nicht übereinstimmen. Rafael bittet derweil den behandelnden Arzt als fadenscheiniger Verfechter von Davids Wünschen, die lebenserhaltenden Geräte abzustellen, die seinen im Koma liegenden Sohn am Leben erhalten. Tatsächlich wünscht Rafael dem ihm verhassten David den Tod und geht sogar so weit, die Schläuche zu manipulieren. David kann jedoch gerettet werden und erwacht kurz darauf. Als die Polizei ihn wegen des Anschlags befragt, gibt er zwar zu, den Täter zu kennen, weigert sich jedoch dessen Namen zu nennen.
Nach Tonys Freilassung steht für Vanessa endgültig fest, wer der wahre Täter ist, und auch Fritz kommt derselbe Verdacht, als er sich daran erinnert, wie aufgebracht Rafael am Tattag war. Er spricht seinen Sohn konfrontativ auf seinen Verdacht an, wird jedoch von diesem zurückgewiesen und beleidigt, und David verschweigt auch Fritz gegenüber den wahren Täter, da er sich an der Tat mitschuldig fühlt. Durch ihr Geständnis hat Vanessa ihre Chancen als Schlossherrin verspielt, doch als ihr durch Zufall die Tatwaffe in die Hände fällt, erpresst sie Rafael mit ihrem Wissen. Aus Furcht vor dessen Rache folgt sie Isabelles Drängen, vorerst in ein Hotel zu ziehen, doch sie läuft Rafael dabei direkt in die Arme, der ihrer wahren Identität auf die Schliche kommt. Isabelle wird wegen Vanessas Verbleib schnell misstrauisch, da sich ihre Schwester nicht mehr bei ihr meldet. Als David und Lena, die sich nach Davids Erwachen verlobt haben, von Vanessas Verschwinden erfahren und in der Nähe eine Frauenleiche gefunden wird, deren Beschreibung zu der Vermissten passen würde, befürchten sie das Schlimmste.
Um Klarheit zu bekommen, erklärt sich David bereit, die Tote zu identifizieren, wobei sich herausstellt, dass es sich nicht um Vanessa handelt. Die irrt derweil schon seit Tagen durch den Wald und findet – erschöpft und durchgefroren – Hilfe bei einem LKW-Fahrer. Als sie sich telefonisch bei Tony meldet, nimmt der Vanessa bei sich auf, die ihm erklärt, dass sie von Rafael ausgesetzt wurde und nun völlig mittellos ist. Ihre einzige Hoffnung ist eine Schatulle auf dem Schloss, in der sie 50.000 Euro Bargeld aufbewahrt hat. Sie beauftragt Tony, das Geld unter dem Vorwand, seinen Sohn zu besuchen, aus dem Schloss zu holen, doch als sie das Kästchen aufbrechen, finden sie nur eine hämische Nachricht von Rafael. Um Vanessa zu ihrem Recht zu verhelfen, passt Tony – als Taxifahrer getarnt – Rafael ab, der gerade auf dem Weg zu Linda nach Rio ist. Er schafft es, Rafael das Geld abzuknöpfen, und setzt ihn schließlich in einem Waldstück aus, um diesem Vanessas schlimme Erfahrungen der letzten Tage nicht vorzuenthalten, an denen er die Hauptschuld trägt. Als er losfährt, beobachtet er, wie Rafael hinter ihm herrennt und schließlich stürzt.
Zu Hause angekommen, erfährt Tony über einen örtlichen Nachrichtensender, dass in einem Waldstück in der Nähe des Flughafens eine männliche Leiche mit schweren Kopfverletzungen gefunden wurde. Aus Furcht, Schuld an Rafaels Tod zu sein, fährt er zurück, doch seine Hoffnungen, dass es sich nicht um Rafael handelt, zerschlagen sich, als er mehrere Blutspuren im Schnee findet. Tony realisiert, dass Rafaels Sturz doch schlimmer gewesen sein muss, als es im Rückspiegel ausgesehen hat. Zunächst entwendet er 40.000 Euro von Vanessas Geld und lässt diese in dem Glauben, Rafael habe die restliche Summe an sich genommen. Bei einem weiteren Treffen auf dem Schloss, wo sich Vanessa wieder einquartiert hat, hört Janka, die wieder ihre alte Stelle als Hausmädchen angetreten hat und mit Luca dort wohnt, zufällig mit, wie Tony Vanessa gegenüber gesteht, Rafael möglicherweise umgebracht zu haben, und vertraut sich aufgelöst David an. Rafael wurde nach seinem schweren Sturz ins Krankenhaus gebracht, wo die Ärzte auf die Heilung seiner Verletzungen warten, um ihn am Jochbein operieren zu können. Am Krankenbett versöhnt sich Rafael schließlich mit seiner Mutter und später auch mit David.
Vanessa möchte währenddessen Lena aus dem Schloss ekeln und schlägt zwei Fliegen mit einer Klappe. Als David mit ihr zu einem Gentest fahren möchte, um seine angezweifelte Vaterschaft klären zu lassen, inszeniert Vanessa einen Streit mit ihrer Rivalin und stürzt sich schließlich vor deren Augen die Treppe hinunter. Obwohl Isabelle Vanessas Version bestätigt, Lena habe die Schwangere absichtlich gestoßen, vertraut David seiner Verlobten weiterhin. Die beiden beschließen, mit der Hochzeit nicht noch fünf Monate zu warten, sondern bereits in einer Woche den Bund fürs Leben einzugehen.

### Teil 10 – Wiederaufnahme der Ermittlungen
Als sich Lena mit Amelie alte Familienfotos ansieht, erregt ein Armband, das Davids verstorbene Mutter trägt, ihre Aufmerksamkeit, da es ihrem Verlobungsgeschenk von Tony sehr ähnelt. Sie spricht ihren Ex-Mann darauf an, der aber weiterhin behauptet, das Armband von seiner Mutter vererbt bekommen zu haben. Mit Connys Hilfe gelingt es ihr, das Foto zu vergrößern. Tony und Frank geraten in Panik, da sie fürchten, dass ihr Geheimnis gelüftet werden könnte. Als Tony auf Franks Forderung hin in Davids Zimmer einbricht, um das Armband verschwinden zu lassen, wird er von Lena ertappt und zur Rede gestellt. Tony gibt schließlich zu, das Armband von Frank bekommen zu haben, was allerdings nicht der Wahrheit entspricht, da er selbst das Schmuckstück in Julias Wagen, an dem er in seiner Werkstatt alle Unfallspuren beseitigt hatte, gefunden und an sich genommen hat. Dadurch kommt Lena ein neuer, schrecklicher Verdacht.
Sofort stellt sie ihren Vater zur Rede, doch der leugnet eine Beteiligung und bespricht mit Tony die weiteren Schritte. Lena glaubt ihrem Vater trotz einiger Zweifel nur zu gerne, doch als sie an Julias Grab auf Frank trifft, bröckelt dessen mühsam aufrechterhaltene Fassade. Schließlich gesteht er Lena, Davids Mutter angefahren und hilflos zurückgelassen zu haben. Lena fordert ihren Vater auf, sich der Polizei zu stellen, was Frank ihr verspricht. Als Tony von seinem Vorhaben erfährt, versucht er Frank verzweifelt davon abzuhalten, da er selbst die Konsequenzen fürchtet, doch Frank verspricht, ihn um Lucas Willen aus der Sache herauszuhalten. Da Tony vor Kurzem jedoch beinahe auf den verdeckten Ermittler Bronk hereingefallen wäre, der ihm seine Autoschieberei nachweisen wollte, vermutet Peter eine Beteiligung Tonys an dem tödlichen Unfall und verhaftet ihn. Frank stellt sich jedoch und entlastet Tony, der daraufhin für ein paar Tage die Stadt verlässt. Lena und David, die Franks Geständnis auf der Polizeiwache mit anhören, ringen krampfhaft um Harmonie und Vertrauen, das durch Franks Tat nicht beeinträchtigt werden soll, doch wider alle Vernunft sagen sie schließlich die Hochzeit ab und trennen sich.
Als David Lena bittet, mit ihm nach Los Angeles zu gehen und das Geschehene hinter sich zu lassen, zögert diese. Zudem kommen ihr ernsthafte Zweifel an Franks Schuld, da sie sich nicht vorstellen kann, dass ihr Vater ein Auto klaut und betrunken damit herumfährt. Tatsächlich muss Franks Aussage, dass der Zündschlüssel, der bei den Sachen der toten Julia gefunden wurde, im Wagen steckte, als er diesen gestohlen hatte, revidiert werden, da die polizeiliche Untersuchung einen Kurzschluss ermittelt hatte. Lena vermutet, dass ihr Vater mit seinem Geständnis jemanden deckt, und kommt über das Armband wieder auf Tony, der ihr gesteht, vor Jahren mit einer Autoschieberbande zusammengearbeitet zu haben, deren Köpfe nun Luca als Druckmittel bezüglich Tonys Aussage in Franks Prozess gegen ihn benutzen. Als Tony auch zugibt, Julias Wagen gezielt für seine Geschäfte gestohlen zu haben, Frank ihn jedoch dazu gedrängt hatte, ihn zurückzubringen, übermannt Lena die Verzweiflung, da nun wieder alle Indizien gegen ihren Vater sprechen, der den Wagen anstelle des angetrunkenen Tony gefahren hatte.
Währenddessen kommen Conny und Tom auf die Spur des verschwundenen Matthias Zöller, der in der Tatnacht Aufsicht auf dem Parkplatz hatte, wo Julia von Arensberg tot aufgefunden wurde. Dieser meldet sich nun aus Thailand und gibt David gegenüber zu verstehen, dass Frank nicht der wahre Täter ist. David möchte nun zusammen mit Lena nach Thailand fliegen, um den Tod seiner Mutter endlich aufzuklären. Da Lena jedoch um die Sicherheit ihrer Familie fürchtet, die immer noch von der Autoschieberbande bedroht wird, möchte sie auf jeden Fall verhindern, dass David weiter recherchiert, und gibt ihm den Verlobungsring zurück.

### Teil 11 – Franks Prozess und Unfall
Als Rafael nach seiner Operation am Jochbein aus der Narkose erwacht, muss er entsetzt feststellen, dass er erblindet ist, doch sein Arzt Dr. Schmelting diagnostiziert eine psychische Ursache. Einige Tage später, als Rafael und David sich weiter annähern, kehrt Rafaels Augenlicht wieder zurück, doch er mimt fortan den Blinden. Diesen Gesundheitszustand nutzt er dazu, sich mit Linda auszusprechen und außerdem eine Versöhnung mit Vanessa herbeizuführen, doch die begegnet ihm kühl, abweisend und herablassend, da sie glaubt, Oberwasser gewonnen zu haben. Obwohl Fritz nach einem schweren Streit mit Rafael einen Herzinfarkt erlitten hat, als der zu Linda nach Rio reisen wollte, freut er sich sehr, dass sein Sohn sich nach seiner Erblindung ihm anzunähern scheint, doch dieser Schachzug dient eher der Hoffnung Rafaels, durch den einflussreichen Severin von Krieger – einen alten Freund von Fritz – wieder in die Immobilien-Branche einsteigen zu können. Beide besiegeln schließlich eine Zusammenarbeit, worauf Fritz seinem „geläuterten“ Sohn das erforderliche Startkapital zur Verfügung stellen möchte.
Nach Vanessas missglücktem Versuch, Rafael über Amelie in eine Spezialklinik für Blinde abzuschieben, jagt der ihr immer wieder einen Schrecken ein, sodass sie sich bald nicht mehr wohl in ihrer Haut fühlt. Eines Nachts droht Rafael der scheinbar schlafenden Vanessa, ihr alles nehmen zu wollen, was ihr lieb und teuer ist. Zudem erfährt Rafael durch Zufall, dass Tony in finanziellen Schwierigkeiten steckt, und versucht über Luca, ihm wegen des Unfalls einen Denkzettel zu verpassen. Zunächst gibt sich Tony trotz Vanessas Warnung gelassen, doch als Luca für kurze Zeit mit Rafael verschwindet, realisiert auch er, dass dieser kein hilfloser blinder Mann ist. Rafael inszeniert nun mit einem Handlanger einen neuen Auftrag für Tony, der in die Falle tappt und von Peter kurzzeitig wegen Autoschieberei verhaftet wird. Schließlich gibt Rafael Tony gegenüber zu verstehen, dass er schon längst eingesehen hat, dass die verschwundenen 40.000 Euro bei ihm nicht mehr zurückzuholen sind.
Derweil beginnt der Prozess gegen Frank, in dem David nach der endgültigen Trennung von Lena als Nebenkläger auftritt, um die lückenlose Aufklärung voranzutreiben. Frank ist weiterhin fest entschlossen, Tony aus der Sache herauszuhalten. Als Davids Anwältin Katharina Jung Lena in den Zeugenstand ruft, konfrontiert sie diese mit dem Verdacht, Lena habe ihre Anstellung auf dem Schloss nur wahrgenommen, um für ihren Vater Nachforschungen über Davids Recherchen anstellen zu können. David und Katharina sind fest davon überzeugt, dass Tony in die Sache verwickelt ist, und als Katharina das Gespräch auf Julias Armband lenkt, muss Lena vor Gericht dessen Herkunft preisgeben. Als Tony nun aussagen muss, bleibt er bei Franks Version des Tatabends, sodass er nicht belangt werden kann. Frank wird daraufhin zu zwei Jahren ohne Bewährung verurteilt.
Lena glaubt, dass David hinter ihrer Vernehmung durch Katharina steckt, und ist zutiefst verletzt. Nach der Urteilsverkündung bricht sie mit David und sagt ihm entschlossen, dass sie ihn nicht mehr sehen möchte. Dadurch völlig paralysiert läuft David auf die Straße, ohne zu merken, dass sich ihm ein Auto nähert. Frank, der gerade abgeführt wird, stürzt zu David, um einen Unfall zu verhindern, und wird schließlich selbst von dem Wagen erfasst, wodurch er schwerste innere Verletzungen erleidet. Eine Notoperation kann sein Leben retten, doch kurze Zeit später bricht Franks Kreislauf aufgrund einer fortschreitenden Infektion zusammen. In ihrer Verzweiflung bittet Lena ihren Onkel Andreas, einen renommierten Kardiologen, um Hilfe, da Frank eine künstliche Herzklappe eingesetzt werden muss, nachdem durch eine Punktierung des Notarztes sein Herzbeutel verletzt wurde. Da Andreas sich im Gegensatz zu Frank jedoch nicht um seinen sterbenskranken Vater gekümmert hat, sind die beiden Brüder seit über zehn Jahren zerstritten, weswegen sich Frank weigert, von Andreas operiert zu werden. Erst als Andreas ihm ins Gewissen redet und ihm die Tragweite seiner Sturheit für seine Familie klarmacht, gibt sein Bruder endlich nach.
Franks Unfall hat Amelie vor Augen geführt, wie schnell das Leben zu Ende sein kann. Sie beschließt daher, Fritz ein lebenslanges Wohnrecht auf dem Schloss einzuräumen. Rafael, der Vanessa gegenüber unverhohlen zugibt, seine Wandlung vorzutäuschen und für die Naivität seiner Familie nur Verachtung übrig zu haben, möchte Fritz ein für alle Mal loswerden und engagiert Ulla Hellwich, die unter falschem Namen vor Amelie zugibt, mit Fritz verheiratet gewesen und von diesem um ihr Vermögen gebracht worden zu sein. Zunächst glaubt Amelie der Fremden kein Wort, doch als eine gefälschte Heiratsurkunde auftaucht, kommen ihr kurz Zweifel, was Fritz sehr verletzt. Dieser reist schließlich nach Lindau, um nachzuweisen, dass kein Original der Urkunde existiert. Nach seiner Rückkehr bekommt Fritz im Park zufällig ein Telefonat von Rafael mit, das ihm verdächtig erscheint. Als er später auf dem Handy seines Sohnes die Wahlwiederholung betätigt und mit Ulla Hellwich verbunden wird, zitiert er sie – als heiserer Rafael getarnt – aufs Schloss. Ulla läuft allerdings Rafael in die Arme, der die Zusammenhänge begreift und nun handeln muss. Notgedrungen gesteht er im Beisein von „Ursula von Bergfeld“ die Intrige und bittet seine Eltern um Verzeihung.
Nach Vanessas Fruchtwasseruntersuchung schickt David eine Haarprobe von sich in ein Labor, um endlich Gewissheit über seine angebliche Vaterschaft zu bekommen. Mit Isabelles Hilfe gelingt es Vanessa, die Probe auszutauschen, doch einige Tage später muss sie erfahren, dass es im Labor zu einem Fehler gekommen ist und eine neue Probe benötigt wird. Um an ein Haar von Tony zu kommen, entwendet sie einen Pullover aus dessen Wohnung, den sie auf dem Schloss kurz unbeaufsichtigt liegen lässt. In dieser Zeit macht es sich Amelies Hündchen Minnie darauf bequem, woraufhin die ahnungslose Vanessa ein Haar des Langhaar-Chihuahuas einreicht. Als das Testergebnis bei David eintrifft, erkennt er, dass Vanessa versucht hat, den Test zu manipulieren, und setzt sie vor die Tür. Als Vanessa daraufhin Rafael um eine neue Chance bittet, rastet dieser aus, da er erkennt, wegen einer Lüge auf seinen Sohn geschossen zu haben, und gibt Vanessa zu verstehen, erst wieder angekrochen zu kommen, wenn sie wirklich am Boden liege. Die verzweifelte Schwangere sieht in Tony nun ihren einzigen Halt und zieht bei ihm ein.

### Teil 12 – Neue Wege, neue Spuren
Trotz Franks Verurteilung gehen David und Katharina dem Unfall weiter nach, da sie Tony bisher nicht belasten konnten. Als Katharina zu diesem Zweck noch einmal alle relevanten Unterlagen durchsieht, macht sie auf den Bildern vom Tatort eine entscheidende Entdeckung: Unter Julias Augen sind kleine rote Punkte zu erkennen, welche auf eine petechiale Blutung, die infolge einer Erwürgung auftreten kann, schließen lassen. Als Katharina David ihre Vermutung schildert, äußert sie auch den Verdacht, dass Frank mit seinem Geständnis vor Gericht nur sein Strafmaß mindern wollte. Doch David hält sofort Tony für den Täter, wird jedoch unsicher, da er sich nicht vorstellen kann, dass Frank einen Mörder deckt.
Während Lena im Stadtpark spazieren geht und Love of my Life singt, lernt sie Gregor Wilke, den neuen Besitzer des Tango, kennen, der von ihrem Gesang begeistert ist und sie für sein neues musikalisches Programm in der Bar engagiert. Nachdem Lena bei einer Probe von sich überzeugen konnte, bekommt sie die Chance, auch auf der Neueröffnungsfeier zu singen, und registriert dankbar, wie sehr Gregor ihr bei den Vorbereitungen für den Abend unter die Arme greift. Als Lena David bittet, sie bei ihrem Auftritt im Tango am Klavier zu begleiten, sagt er zu, doch als sie ihn auf die Bühne bittet, ist David verschwunden. Der kümmert sich um Katharina, die nach der Begegnung mit ihrem Ex-Freund Gregor aufgewühlt wirkt. Trotz Davids Verschwinden gelingt es Lena, ihr Publikum zu begeistern.
Linda, die die Betreuung des angeblich blinden Rafael übernommen hat, reagiert zunehmend genervt auf dessen Stimmungsschwankungen und fragt sich, ob er tatsächlich der richtige Mann für sie ist. Obwohl Rafael ihr einen Heiratsantrag macht, zweifelt Linda an dessen Gefühlen für sie, und als sie dann auch noch durch einen unglücklichen Zufall feststellen muss, dass Rafael wieder sehen kann und er sie über Wochen angelogen hat, trennt sie sich endgültig von ihm. Damit ihn nicht auch noch seine Familie enttarnt, spielt Rafael eine plötzliche Genesung vor, die er mit der Lösung seiner psychischen Blockade durch die Vergebung seiner Eltern im Fall „Ulla Hellwich“ begründet.
Aufgrund der neuen Verdachtsmomente rollt die Staatsanwaltschaft den Fall „Julia von Arensberg“ neu auf. Ihr Leichnam wird auf Davids Einverständnis hin exhumiert und gerichtsmedizinisch untersucht. Sowohl er als auch Lena erhoffen sich von dem neuen Obduktionsergebnis die Chance auf einen Neuanfang, doch das Urteil des Pathologen fällt niederschmetternd aus: Julia von Arensberg ist infolge der Unfallverletzungen verstorben! Tatsächlich hatte jedoch Rafael seine Hände mit im Spiel, der Lena nun auf der Grundlage des gewünschten Ergebnisses mit Genugtuung endgültig des Schlosses verweist.
Da sie sich nicht vorstellen kann, dass Julias Kehlkopfverletzung eine Folge des Aufpralls gewesen sein soll, bittet Lena Andreas, der sich inzwischen mit Frank versöhnt hat und im St. Johann Krankenhaus arbeitet, das neue Obduktionsergebnis unauffällig aus der Gerichtsmedizin zu besorgen. Tatsächlich weisen der alte Unfallbericht und der aktuelle Befund Widersprüche auf, da die festgestellten Verletzungen keine Blutung unter den Augen hervorrufen können und infolge allein des Unfalls kein Bruch des Zungenbeins möglich ist, woraufhin Katharina und David ein neues Gutachten in Auftrag geben.
Währenddessen ist Frank zuversichtlich, mit einer Bewährungsstrafe davonkommen und sogar wieder in den Polizeidienst zurückkehren zu können, doch dann steht plötzlich Gaby vor ihm, um ihn wegen Mordverdachts festzunehmen. Als Franks Anwalt daraufhin sein Mandat niederlegt, sucht Lena verzweifelt nach Ersatz, bis David Katharina schließlich mit der Bitte, Franks Verteidigung zu übernehmen, von ihren Aufgaben entbindet. Katharina erwirkt schließlich, dass Frank bis zu seinem neuen Prozess nicht zurück ins Gefängnis muss. Als Lena davon erfährt, macht sie sich auf den Weg, um David für die Hilfe zu danken, doch dann beobachtet sie einen innigen Moment zwischen ihm und Katharina.
Obwohl es ihr schwerfällt, mit ihrer großen Liebe abzuschließen, kann Lena zuversichtlich in die Zukunft sehen, da sich ein Musikproduzent für Love of my Life interessiert. Zunächst freut sich auch David für Lena, doch als er erfährt, dass der Song neu arrangiert werden soll, verweigert er Lena die Freigabe seiner Melodie. Dennoch macht sie sich in der Hoffnung, Ulf Böhler auch ohne den Song von sich als Sängerin überzeugen zu können, auf den Weg in dessen Agentur. Als Gregor durch Conny von dem Treffen erfährt, eilt er Lena hinterher, die inzwischen erkennen muss, dass Böhler nicht an ihren gesanglichen Qualitäten interessiert ist, sondern sie lieber auf seiner „Besetzungscouch“ sehen würde. Lena wehrt sich souverän gegen die Übergriffe des Musikproduzenten und ist überrascht, als Gregor auftaucht, um sie aus der prekären Situation zu retten. Schließlich erfährt sie über Katharina, dass er früher selbst als Musikproduzent gearbeitet, sich allerdings schon länger aus der Branche zurückgezogen hat.
Als Lena ein Demoband aufnehmen möchte, um sich bei Plattenlabels vorstellen zu können, lässt Gregor seine alten Kontakte für sie spielen und arrangiert eine Zusammenarbeit mit dem bekannten Komponisten Collin Williams, den er von früher kennt. Dieser komponiert für sie den Song Say my Name, doch Gregor ist zunächst nicht besonders davon angetan. Als sie über eine überarbeitete Version des Songs diskutieren, ist Lena dankbar für Gregors konstruktive Kritik. In einem Gespräch mit Katharina merkt dieser, dass er Lena gerne produzieren würde. Die sagt dankbar zu und ist fest entschlossen, ihm auch als neuem Mann an ihrer Seite eine Chance zu geben.
Zunächst ist Lena enttäuscht, dass sie nur Absagen für ihr Demo bekommt. Als ihr dann das Label Green Grove eine lukrative Zusammenarbeit in Aussicht stellt, ist sie sehr irritiert, als Gregor den Vertrag mit der Begründung, dass das „kein guter Laden“ sei, einfach zerreißt. David und Tom stoßen derweil im Internet auf einen Artikel, der kein gutes Licht auf Lenas Produzenten wirft: Angeblich soll Gregor aus krankem Ehrgeiz heraus seinen 19-jährigen Schützling Steffen in den Selbstmord getrieben haben. David hält es für besser, die pikanten Informationen für sich zu behalten, da er sich nicht in Lenas Leben einmischen möchte, doch dann fällt der Artikel Conny in die Hände, die ihrer besten Freundin gegenüber mit der vermeintlichen Wahrheit über Gregor herausrückt. Von Gregor erfährt sie schließlich die Wahrheit über die damalige Hetzkampagne der Boulevardpresse und die genauen Umstände von Steffens Tod, woraufhin Lena David vorwirft, mit seinen Nachforschungen einen Keil zwischen sie und Gregor treiben zu wollen.

### Teil 13 – Vanessas schwerster Gang
Obwohl sich Tony liebevoll um sie kümmert und sie seine Nähe genießt, macht Vanessa ihm klar, dass aus ihnen niemals ein Paar werden wird, da sie sich nicht an ihn binden möchte. Dennoch nähert sie sich Tony weiter an, was auch Isabelle bemerkt, doch Vanessa tut dies als Affäre ab. Nach einem Gespräch mit Frank setzt Tony Vanessa allerdings vor vollendete Tatsachen: Entweder sie nennt ihm den Namen des Kindsvaters oder sie zieht umgehend aus! Notgedrungen muss Vanessa Tonys Vaterschaft zugeben, blockt jedoch seine Annäherungsversuche weiter ab, da sie „kein Teil seiner spießigen Familie“ werden wolle. Obwohl sie inzwischen tiefere Gefühle für Tony hegt, sieht sie ihre Zukunft immer noch als Schlossherrin an Rafaels Seite. Als Vanessa zufällig mitbekommt, wie Rafael Linda einen Heiratsantrag macht, glaubt sie, er wolle ihr damit eins auswischen. Nachdem sie über Isabelle noch von Rafaels „Wunderheilung“ erfährt, trifft sie sich mit ihm im Tango, um ihn zu überreden, in ihr altes Leben zurückkehren zu dürfen. Dabei geben sich beide betont freundlich, doch als Vanessa Rafael weiszumachen versucht, das Kind könne auch von ihm sein, zeigt Rafael, der natürlich um Vanessas Motive weiß, sein hässliches Gesicht und fordert sie ein weiteres Mal auf, erst reuig bei ihm angekrochen zu kommen. Während eines Geschäftstermins zwischen Rafael und Severin von Krieger stößt Vanessa, von Isabelle informiert, dazu und präsentiert sich als Rafaels Verlobte. Der spielt Vanessas Scharade notgedrungen mit, verweist sie jedoch danach umgehend wieder vom Schloss, woraufhin Vanessas Wehen einsetzen.
Gaby und Peter bekommen einen Fall aus Köln-Zollstock zugeteilt, in dem es um einen Wagendiebstahl geht. Dabei handelt es sich um ein Modell, das sie in Tonys Werkstatt sichergestellt haben, dem sie die Tat jedoch nicht nachweisen konnten. Nun wurde jedoch ein vorbestrafter Täter mit Hilfe eines Augenzeugen, Herrn Pesch, identifiziert, der auf der Wache auch Tony mittels Polizeifoto überführt. Um Druck auf ihn aufzubauen, lassen Gaby und Peter daraufhin dessen Werkstatt schließen.
Rafael erkennt Vanessas Notsituation und ruft den Notarzt, lässt sie aber einfach vor der Türe liegen. Mit Unterstützung von Tony und Isabelle bringt Vanessa eine Tochter zur Welt und ist zunächst glücklich, Mutter geworden zu sein, doch am nächsten Morgen verzweifelt sie im Krankenzimmer an ihrer Lage. Als Vanessa und Tony mit ihrer Tochter nach Hause zurückkehren, stellt sich dank Tonys Fürsorge ein harmonisches Familienleben ein, an dem sich auch Vanessa nach ihren Möglichkeiten beteiligt. Dabei schließt sie ihre kleine Tochter Letizia ins Herz, merkt jedoch, dass sie im Umgang mit dem kleinen Wesen zum Teil noch sehr unsicher ist. Da Tonys Werkstatt geschlossen bleibt, bemüht er sich anderweitig um Arbeit und muss schließlich ein Auto nach Hamburg überführen.
Rafael sieht sich inzwischen durch von Kriegers Unterstützung seinem Ziel, sich in der Immobilienbranche wieder einen Namen zu machen, näher denn je, doch als von Krieger von einem Kunden berichtet, der nur von Vanessa betreut werden möchte, die ihrerseits einen guten Ruf genießt, sieht er sich gezwungen, auf sie zuzugehen. Als Rafael unverhofft bei ihr auftaucht, bietet er ihr an, ihr unglückliches Leben in der kleinen Wohnung hinter sich zu lassen und wieder aufs Schloss zu ziehen, macht ihr allerdings klar, dass für Tonys Kind dort kein Platz ist. Doch Vanessa zeigt sich entschlossen und sagt ihm auf den Kopf zu, dieses Angebot niemals anzunehmen. Als Tony erneut eine Tour angeboten bekommt und deswegen nach Wien reist, überkommen Vanessa erneut Selbstzweifel und sie ruft Rafael an, legt jedoch sofort wieder auf. Dennoch spürt sie, dass die Versuchung sehr groß ist. Immer mehr verliert sie sich in ihrer postnatalen Depression.
Schließlich fühlt sie sich völlig allein gelassen und gibt sich auf. Während eines Besuchs von Isabelle gibt sie ihrer Schwester gegenüber zu, Angst zu haben, wie ihre Mutter zu enden, die sich an der Seite ihres Mannes unglücklich fühlte, ihren Töchtern immer wieder die Schuld für ihr verpfuschtes Leben gab und sich schließlich umbrachte. Obwohl Isabelle ihr Mut zuspricht, indem sie Vanessa zu verstehen gibt, ihre Mutterrolle hervorragend zu meistern, und ihr ihre Sorgen bezüglich der Mutter auszureden versucht, merkt Vanessa genau, dass sie auf dem besten Wege ist, Letizia genauso zu behandeln, da sie sich ein Leben mit Tony nach wie vor nicht vorstellen kann. Als Isabelle wieder gegangen ist und sich Letizia nicht beruhigen will, trifft Vanessa für sich und ihre Tochter eine schicksalhafte Entscheidung. Sie bringt ihr neugeborenes Kind ins St. Johann Krankenhaus und lässt es mit den Worten, ihr eine bessere Mutter als sich zu wünschen, dort zurück. Unter Schock kehrt Vanessa nach Hause zurück, doch als sie einen Strampler von Letizia auf dem Boden entdeckt, bricht sie verzweifelt zusammen.
Inzwischen hat Tony mehrfach versucht, Vanessa zu erreichen, und macht sich Sorgen. Die zerbricht fast an ihrem Schmerz und macht sich am nächsten Morgen sofort auf den Weg, um ihre Tochter zurückzuholen. Durch ein Gespräch zwischen Linda und Gaby, die inzwischen über den Fund verständigt wurde, erfährt Vanessa allerdings, dass sie sich strafbar gemacht hat, da das Recht auf Unversehrtheit und Leben rechtlich verankert ist, und ihr möglicherweise rechtliche Konsequenzen drohen, so dass sie wieder den Mut verliert und geht, ohne sich offenbart zu haben. In Tonys Wohnung wartet bereits Isabelle auf sie, die Vanessa nach Letizia fragt. Unter Tränen gesteht sie ihre Tat und macht Isabelle klar, Letizia trotz allem zu lieben, sie sich jedoch mit der Lage ihrer Mutter konfrontiert sieht. Enttäuscht gibt Isabelle zu bedenken, dass Letizia Vanessas einzige Chance auf ein glückliches Leben gewesen wäre, doch anscheinend halte ihre Schwester keine echten Gefühle aus. Dennoch hält sie weiter zu Vanessa und versucht sie zu überreden, Letizia gemeinsam zurückzuholen. Doch Vanessa erkennt, dass es dafür wohl endgültig zu spät ist.
Für Letizia wurden inzwischen zwar Pflegeeltern gefunden, doch der Säugling muss noch einige Tage zur Beobachtung im Krankenhaus bleiben, da sie an Neugeborenengelbsucht leidet. Gerade als Vanessa ihr ungeliebtes Zuhause verlassen möchte, steht der aus Wien zurückgekehrte Tony vor ihr. Als er Vanessas Verzweiflung erkennt, erkundigt er sich besorgt über den Verbleib von Letizia. Geschockt muss er erfahren, dass seine Tochter angeblich den plötzlichen Kindstod gestorben sei und an diesem Morgen anonym beigesetzt wurde. Am Grab macht Tony Vanessa aus seiner Verzweiflung über den Verlust heraus zunächst bittere Vorwürfe, da sie ihn nicht rechtzeitig informiert hat, doch Vanessa bittet ihn, sie nicht unnötig zu quälen, da sie mit der Situation völlig überfordert war und den Schmerz nicht ausgehalten hätte, was indirekt auch stimmt. Zuhause packt Vanessa ihre Sachen und gibt Tony zu verstehen, nach Letizias Tod keine Chance mehr für sie beide zu sehen.
Durch Janka erfährt Rafael von Vanessas Verlust und beobachtet kurz darauf, wie sie auf das Schloss zurückkehrt. Zwar heißt er sie wieder willkommen, macht ihr aber noch einmal eindringlich klar, dass sie Tony nicht mehr sehen darf. Dennoch nimmt er Anteil an Letizias Schicksal. Auch David, der sich verärgert über Vanessas Rückkehr zeigt, spricht ihr sein Mitgefühl aus, doch als er auch Vanessas wieder erwachte Hoffnungen auf ein Leben an Rafaels Seite registriert, muss er zugeben, dass Schicksalsschläge Menschen wohl verändern könnten, dies auf Vanessa allerdings nicht zutreffe. Als sie Tony noch einmal heimlich aufsucht und betreten mit ansieht, wie er und Luca symbolisch von Letizia Abschied nehmen, ist sie sehr gerührt. Tony bemerkt Vanessa, als diese gerade davonläuft, und kommt aufs Schloss, da er um sie kämpfen möchte, wird nach seiner vorgebrachten Bitte jedoch von Rafael der Tür verwiesen.
Währenddessen bietet sich für Rafael eine günstige Gelegenheit, die Zusammenarbeit mit Severin von Krieger zu intensivieren, als er zufällig durch Fritz erfährt, dass dessen alter Freund Karl Fischermann in existenziellen Nöten steckt und sich gezwungen sieht, seine Immobilien – einen gesamten, altertümlichen Straßenkomplex – zu verkaufen. Durch ein zufälliges Gespräch mit Severin erkennt Fritz Rafaels Motive, die Immobilien weit unter Wert zu erwerben, und stellt ihn zur Rede. Während er an das Taktgefühl seines Sohnes appelliert, gibt der seinem Vater – unterschwellig verächtlich – zu verstehen, als Priester oder Gärtner so denken zu können, jedoch nicht in seiner Lage. Spöttisch bietet er Fritz eine Provision für seinen Tipp an, der maßlos enttäuscht ist von seinem Sohn. Jedoch erhält Rafael einen Dämpfer, als von Krieger ihm zu verstehen gibt, dass ihm eine derart hohe Investition in solch alte Immobilien zu riskant sei, und ihm seine finanzielle Unterstützung für das Projekt verweigert. Vanessa glaubt nun Oberwasser zu gewinnen, da sie weiß, wie Rafael sich seinen Geschäftspartner gefügig machen kann. Weil von Krieger stets einen Skandal fürchtet, da seine Frau die eigentliche Besitzerin des größten Vermögensanteils ist, und Vanessa Überzeugendes gegen diesen in der Hand hat, bietet sie Rafael ihre Unterstützung an, wenn er sie im Gegenzug heiratet.
Rafael schlägt ihr Angebot aus, da er von seiner zukünftigen Frau bedingungslose Unterstützung fordert, und lehnt es verächtlich ab, sich in irgendeiner Form von Vanessa abhängig zu machen. Als diese nun versucht, ihren Fehler im Bett wieder wettzumachen, bittet Rafael sie, erst wieder mit ihm zu schlafen, wenn sie auch wirklich dazu bereit sei und nicht, um ihre Erpressung vergessen zu machen. Als er aber erkennt, dass Vanessa auch während der Arbeit von ihren Erinnerungen an Letizia übermannt wird, stellt er ihr einfühlsam in Aussicht, sie doch zu heiraten. Da sie inzwischen sogar Alpträume bekommt, sucht sie ihre Tochter im Krankenhaus auf und lindert somit ihren Schmerz. Nachdem sie ihr noch einmal ihre Liebe versichert hat, verlässt sie die Säuglingsstation wieder, läuft dabei allerdings Tony in die Arme, der sich im Krankenhaus nach Luca erkundigt, der sich einen Arm gebrochen hat. Tony wird misstrauisch, als er Vanessa antrifft, fragt sie jedoch besorgt, warum sie sich so quäle, worauf Vanessa zugibt, Letizia nicht vergessen zu können. Zuhause lassen beide die gemeinsamen Erinnerungen an die kurze Zeit mit ihrer Tochter aufleben. Nachdem Vanessa dem eingeschlafenen Tony jedoch ein fatales Geständnis gemacht hat und durch den wieder aufwachenden Vater aufzufliegen droht, siegt wieder die Vernunft und sie entzieht sich Tonys Nähe trotz seiner Bitte zu bleiben.
Dennoch kann Vanessa ihrer Trauer nicht entkommen und wird auf dem Schloss mit Letizias Erkennungsbändchen konfrontiert. Da sie ihren Schmerz nicht zulassen will, bittet sie Isabelle, dieses letzte Erinnerungsstück an ihre Tochter zu entsorgen, doch diese weigert sich, da es noch nicht zu spät ist, Letizia doch noch zurückzuholen. Gleichzeitig gibt sie Vanessa zu verstehen, dass sie ihr Kind und den Mann, der sie wirklich liebt, gerade mit Füßen tritt. Nach wie vor ist Isabelle davon überzeugt, dass der fürsorgliche Tony der richtige Mann an der Seite ihrer Schwester wäre, und führt Vanessa vor Augen, wie viele Menschen sich ein Kind wünschen, während sie dieses Glück einfach so aufgibt. Ebenso redet sie noch einmal auf sie ein, dass ihre Strafe bei ehrlicher Reue sicher milder ausfallen werde, doch Vanessa blockt weiterhin ab.

### Teil 14 – Der zweite Prozess
Rafael bemerkt die Annäherung seines Sohnes und Katharina alarmiert, besonders als er erfährt, dass die Anwältin Franks Mandat übernommen hat. Als diese ihn zu Julias Tod befragt, gerät Rafael unter Druck und versucht Katharina zu verunsichern, indem er ihre Eifersucht auf Lena schürt, was sie jedoch durchschaut. Als Katharina in Rafaels Büro ein Bild von ihm und dem befreundeten Gerichtsmediziner Dr. Gerlach findet, kommt ihr der Verdacht der Bestechung. Da David das jedoch absurd findet und sich sicher ist, dass sein Vater nichts mit Julias Tod zu tun hat, will Katharina die Überwachungsbänder des Parkplatzes untersuchen lassen, da sie vermutet, dass die Aufzeichnungen aus der Mordnacht manipuliert wurden. Die Festplatte, die die Aufnahmen der Kameras speichert, enthält nämlich zum fraglichen Zeitpunkt keine Daten. Über den IT-Spezialisten Dr. Bernd Giesing von der Uni Köln, der sich mit Manipulationen visueller Medien beschäftigt, können sie anhand des unsichtbar gemachten Time-Codes feststellen, dass die durch die Polizei sichergestellte Festplatte erst um 4 Uhr morgens – mehrere Stunden nach dem Unfall – an die Überwachungskamera des Parkplatzes angeschlossen wurde und sich das belastende Material im Besitz eines Zeugen, der Zugang dazu hatte und den Mörder wohl damit erpresst, befindet.
Weil David einen Zusammenhang mit Zöllers Verschwinden vermutet, lässt Katharina dessen Bankdaten offenlegen, wodurch sich herausstellt, dass dieser in den vergangenen zwei Jahren regelmäßig Bargeld eingezahlt hat, im Herbst des vergangenen Jahres sogar eine sehr hohe Summe. David erkennt, dass diese Verbuchung kurz vor Zöllers Verschwinden getätigt wurde, also zu dem Zeitpunkt, als er seine Nachforschungen aufgenommen hatte.
Da Franks zweiter Prozess unmittelbar bevorsteht, möchte er sich kooperativ zeigen und ein psychologisches Gutachten über sich erstellen lassen. Katharinas Skepsis bestätigt sich, als sich herausstellt, dass die forensische Psychologin Frau Albrecht in ihrer Meinung über Frank bereits vorbelastet war. Einen Tag zuvor kam es nämlich zu einer Begegnung in Pias neuem Atelier, bei der Frau Albrecht mitbekam, wie Frank einer Kundin, deren Wagen stark eingeparkt war, mit unkonventionellen Kommentaren begleitet aus ihrer misslichen Lage helfen wollte. Der perplexe Frank sieht sich der Frage gegenüber, ob er neben dem Verstoß gegen die Verkehrsregeln auch Fahrerflucht als Kavaliersdelikt ansehen würde. Albrecht drängt ihn weiter in die Enge, indem sie die eigenmächtige Verhaftung Sven Karls anspricht. Aus seinem damaligen Handeln schlussfolgert sie, dass Frank möglicherweise zu logischem Denken nicht mehr fähig ist, wenn seine familiäre und berufliche Existenz auf dem Spiel steht, und Julias Aussage hätte nichts anderes für ihn bedeutet. Obwohl beide kein gutes Gefühl bei dem Gutachten haben, warten Frank und Katharina erst einmal das schlussendliche Ergebnis ab.
Um ihre Verteidigungsstrategie zu konkretisieren, lässt Katharina auch die Möglichkeit nicht außer Acht, dass das Schweigegeld, das Zöller kassiert hat, auch von Frank stammen könnte, der damit seine durch die Überwachungskamera aufgezeichnete Fahrerflucht vertuschen wollte, was ihn extrem belasten würde. Doch weder sie noch David glauben an diese Möglichkeit, und ohne die verschwundene Festplatte gibt es auch keinen echten Beweis gegen Frank. Da die Mordanklage jedoch nicht fallen gelassen wird, bleibt er der Hauptverdächtige, da die vage Spur zu Zöller weiterhin im Sand verläuft. Wieder einmal kommen David und Katharina auf Tonys Rolle bei dem Unfall zu sprechen und wundern sich weiterhin, warum Frank vehement dessen Beteiligung bestreitet. Theoretisch kommen zwei Tathergänge in Frage: Entweder schützt er Tony, den wahren Mörder, weil man Frank nichts nachweisen könne und Tony nicht belangt werden würde, oder Frank ist der eigentliche Täter, weswegen Tony ihn belasten könnte, jedoch nur, wenn er Tony auch als Zeugen angeben würde, wodurch sich beide aber auch entlasten könnten. Sollte Frank tatsächlich Julias Mörder sein, hätte er sie anfahren, aussteigen und erwürgen müssen, was ein hohes Maß an kriminellem Potential und Abgebrühtheit voraussetzt, was beide nicht in ihm sehen.
Währenddessen melden sich die Köpfe der Autoschieberbande wieder, da sie auf Tonys geschlossene Autowerkstatt aufmerksam geworden sind, und versichern sich durch eine mögliche Bedrohung Lucas, dass Tony weiterhin dichthält. Frank verspricht Tony darauf, ihn ein weiteres Mal aus einem Prozess herauszuhalten, doch mehr kann er auch nicht für ihn tun. Bei einem Treffen mit seiner Anwältin gehen Frank und sie alle Möglichkeiten durch, die ihm helfen und auch schaden könnten. Dabei hakt sie noch einmal eindringlich bei Frank nach, ob Tony mit im Wagen saß. Dabei macht sie keinen Hehl daraus, Tony des gewerbsmäßigen Autodiebstahls zu verdächtigen, den Frank versuchen könnte zu decken. Katharina macht Frank klar, dass Tony wahrscheinlich sein einziger Entlastungszeuge sein könnte, es sei denn, Tony ist der Mörder und Frank sein Mitwisser. Somit würde Frank für den eigentlichen Täter ins Gefängnis wandern.
Da sich Janka über Tonys geheimnisvolle Warnung, in nächster Zeit gut auf Luca aufzupassen, wundert, spricht sie Frank und Lena auf dessen Verhalten an. Während die beiden Janka beruhigen können und ihr glaubhaft versichern können, dass Tony keine neuen Dummheiten begangen hat, erzählt Frank seiner entsetzten Tochter von der erneuten Bedrohung. Diese fordert Tony auf, endlich zur Polizei zu gehen, um diesem Wahnsinn ein Ende zu setzen, und droht ihm mit ihrer eigenen Aussage. Da sich Frank Katharinas Worte zu Herzen genommen hat, entschließt er sich, Tony bei der Polizei einen Weg zu ebnen, und gibt vor Peter Tonys Zusammenarbeit mit den gesuchten Autoschiebern zu. Peter bietet Tony daraufhin einen Deal an, der ihm seine Werkstatt zurückbringen und Polizeischutz zusichern würde, wenn er im Gegenzug alle Namen des Rings preisgibt, die er kennt. Tony wiegt sich in Sicherheit, da er an einen Bluff glaubt, doch Peter konfrontiert ihn mit Franks „Verrat“. Da Tony nicht glaubt, dass die Polizei ihm und Luca ausreichend Schutz gewähren kann, hat er Peter nichts zu sagen.
Katharina erhält inzwischen Franks Gutachten, das erwartungsgemäß schlecht ausgefallen ist. Darin wird ihm unterschwelliges Gewaltpotenzial durch seine jahrelange Tätigkeit als Polizist unterstellt. Seine lange Diensttätigkeit habe ihn zudem korrumpiert und demoralisiert. Frank ist fassungslos und sieht sich verleumdet, da diese Anschuldigungen gleichbedeutend auch für alle anderen langjährig im Polizeidienst Beschäftigten gelten müssten. Katharina sichert ihm zu, das psychologische Gutachten wegen Befangenheit anfechten zu lassen, da sie Frau Albrechts Kompetenzen weit überschritten sieht. Sie strebt nicht nur einen Freispruch ihres Mandanten, sondern auch dessen vollständige Rehabilitation an.
Peter berichtet Gaby von Tonys mangelnder Kooperation, die er mit dessen Angst um Luca begründet. Um ihm ihre Vertrauenswürdigkeit zu signalisieren, wollen Gaby und Peter Tonys Namen in den Ermittlungsakten nicht auftauchen lassen und setzen sich beim Staatsanwalt zudem für ihn als Kronzeugen ein. Mit der Aussicht auf Anonymität und Straffreiheit sagt Tony dann endlich aus, nachdem ihm von Frank noch einmal die Augen über seine Zukunft in ständiger Angst geöffnet wurden. Peter sichert ihm zu, dass die Autoschieber gerade ihn nicht als Verräter vermuten würden, da er jüngst noch bedroht wurde. Um den Verdacht jedoch gänzlich von ihm fernzuhalten, soll Tonys Werkstatt vorübergehend noch geschlossen bleiben, bis alle Genannten auch gefasst wurden.
Katharina gelangt über Pias Bestellungen an den Namen und die Adresse der Kundin, der Frank beim Ausparken geholfen hat. Diese sagt am ersten Prozesstag für ihn aus, wodurch Katharina den Antrag stellen kann, das Gutachten in der Beweisführung auszuschließen, dem stattgegeben wird. Als David im Zeugenstand zum Verhältnis zu seiner Mutter befragt wird, bezeichnet er dieses als sehr innig, da er durch Julia zur Musik gekommen sei und ihr seine Karriere verdanke. Zudem lenkt der Staatsanwalt seine Befragung auf die Verlobung mit Lena, die wegen Franks Teilschuld gelöst wurde. Auf die Frage, ob er einen Groll gegen Frank hege, gibt David zu, dass dies anfangs so gewesen sei, doch dass nun weder er noch ein Mitglied seiner Familie Frank wegen des Mordes an Julia für schuldig hält. Um den Prozess in eine neue Richtung zu lenken, berichtet David von der zweiten Festplatte mit der vollständigen Tataufzeichnung. Auf die Frage des Staatsanwalts gibt David zu, diese bei dem womöglich einzigen Zeugen zu vermuten – Matthias Zöller. Doch damit schadet er Frank unwissentlich, da der Staatsanwalt nun auf Davids Nachforschungen und seine gezielte Verhaftung durch Frank zu sprechen kommt.
Katharina ist entsetzt über den neuen Verlauf des Prozesses und bittet Gaby, Zöller so schnell wie möglich ausfindig zu machen. Sie finden zwar über den Ex-Mann der Schwester einer Thailänderin namens Pjong Ang heraus, dass Zöller längere Zeit mit dieser liiert und auch bei ihr gemeldet war, doch die Spur verliert sich wieder, weswegen davon ausgegangen werden muss, dass Zöller wohl nicht auftauchen und aussagen wird, dass Frank von ihm beauftragt wurde, ihm David vom Leib zu halten. Da Franks Situation sich immer weiter zuzuspitzen scheint, bittet Lena Tony eindringlich um eine Aussage, doch der hat Angst, er könnte selbst als Täter angesehen werden. Außerdem gibt er zu bedenken, dass noch nicht alle Beteiligten am Autoschieberring gefasst wurden. Lena lässt ihn daraufhin ihre ganze Verachtung spüren.
Während sich David von Rafael anhören muss, seine Liebe zu Lena mache ihn blind für die Realität, versucht Katharina, den Richter und die Schöffen auf ihre Seite zu ziehen, indem sie Davids Aussage wegen Befangenheit abweist. Er sei der Sohn des Mordopfers und wolle Frank absichtlich diskreditieren. Da Frank sie vor der Verhandlung fragt, mit welcher Haftstrafe er im Falle einer Verurteilung zu rechnen habe und Katharina ihm gesteht, wohl mehr als 15 Jahre einsitzen zu müssen, sieht sich Frank wegen der Entscheidung zwischen Gefängnis und Familie dazu gezwungen, trotz seiner Unschuld den Mord zu gestehen, um mildernde Umstände für ihn zu erwirken, obwohl er sich und seiner Familie geschworen hatte, nicht mehr zu lügen. Während Katharina verzweifelt versucht, einen Freispruch für Frank zu erlangen, da nichts ausreichend Belastendes gegen ihn gefunden wurde und ihm außerdem an einem ordnungsgemäßen Verfahren gelegen ist, ringt Tony mit sich und taucht schließlich doch im Gericht auf, wo er in den Zeugenstand gerufen wird. Dort sagt er aus, dass Frank nach dem Unfall im Wagen sitzen geblieben sei, während er nach dem Opfer sehen wollte. In der falschen Annahme, Julia wäre bereits tot, fuhren beide zu Tony und redeten mindestens zwei Stunden lang über den Vorfall, wodurch Frank endlich entlastet werden kann. Auf die Frage des Staatsanwalt, warum er sich in dem seit Monaten laufenden Verfahren erst jetzt zu Wort melde, berichtet Tony zudem von der Bedrohung durch die Autoschieber, was von Lena bestätigt wird. Frank wird daraufhin von der Anklage wegen Mordes freigesprochen und wegen Körperverletzung und Unfallflucht zu einer zehnmonatigen Bewährungsstrafe verurteilt, die es ihm zudem erlaubt, wieder im Polizeidienst tätig zu sein.

### Teil 15 – Lenas Erfahrungen in der Musikbranche
Nach Franks Freispruch trifft Lena im Tango auf Maja Klemens, eine bekannte Produzentin und Inhaberin der Plattenfirma Fresh Beat Records. Zunächst sieht sie keine Möglichkeit, mit ihr ins Gespräch zu kommen, doch als diese alleine in den Fahrstuhl steigt, nutzt Lena die Chance und überzeugt sie davon, sich ihr Demo anzuhören. Maja spricht Lena Potential zu, möchten den avancierenden Star allerdings live sehen. Lena sieht ihre Chance gekommen – schließlich ist sie schon des Öfteren mit großem Erfolg im Tango aufgetreten. Doch der Zufall macht ihr einen Strich durch die Rechnung. Da der neue Bar-Pianist, mit dem sie hervorragend harmoniert, um ein Haar seinen Hochzeitstag vergisst und von Gregor, der noch keine Ahnung von Lenas großem „Fang“ hat, mit seiner Frau auf eine versöhnliche Reise geschickt wird, droht ihr großer Traum zu platzen.
Da Gregor um Lenas Harmonie mit David weiß, ruft er diesen kurzfristig an und erntet dafür Lenas Dankbarkeit. Diese wird jedoch schnell auf den Boden der Tatsachen zurückgeholt, als sie registriert, dass Maja gleich nach dem Auftritt aus dem Tango verschwunden ist – auch als Gregor sie einige Tage später dazu ermutigt, dies als gutes Zeichen zu werten, da Maja offenbar über sie nachdenkt. Als die Produzentin gleich darauf wieder in der Bar auftaucht, sieht Lena ihre Felle davonschwimmen, doch ihr wird ein Plattenvertrag angeboten.
Als der Vertrag in schriftlicher Form eintrifft, ist Lena ernüchtert, da eine Klausel besagt, sie solle unter dem Künstlernamen „Stella Rose“ auftreten. Zunächst versucht sich Lena damit anzufreunden, doch nach einem Gespräch mit David bestärkt setzt sie sich bei Maja dafür ein, unter ihrem Namen vermarktet zu werden, da sie von ihrer Familie dazu erzogen wurde, stolz darauf zu sein, wer sie ist. Obwohl die Plattenfirma mit dem Künstlernamen eine internationale Karriere von Lena anstrebt, ist Maja angetan davon, dass Lena Rückgrat bewiesen hat, was sie in der Branche für selten hält, und ändert den Vertrag, den Lena schließlich zuversichtlich unterschreibt.
Bald steht Lenas erster Videodreh zu einer Up-Tempo-Version von Say my Name an und Lena bittet Tom darum, es zu produzieren. Obwohl er zunächst ablehnt, taucht er wenig später dennoch mit einem ersten Konzept im Tango auf, wo er das Video auch drehen will. Lena ist von dem Ergebnis begeistert, da Tom genau die Bilder eingefangen hat, die sie sich für den Song vorgestellt hat, doch bei einem Treffen mit Maja gibt die offen zu, von dem Ergebnis nicht überzeugt zu sein. Lena sei eine Marke, für die bereits eine Werbestrategie entwickelt wurde, mit der sich Toms Clip allerdings nicht vereinbaren lässt. Sie fordert Lena dazu auf, ein neues Video drehen zu lassen und mehr Haut zu zeigen. Empört gibt Lena zu bedenken, dass sie mit ihren Songs und nicht mit ihrem Körper überzeugen wolle, worauf Maja belustigt das Tango verlässt und sie dabei amüsiert zitiert.
Einmal mehr zweifelt Lena daran, ob diese Zusammenarbeit wirklich Früchte tragen kann, und macht Gregor schwere Vorwürfe, der sich Majas Kritik zu Herzen nimmt und nicht einfach wie Lena verwirft, weil sie ihm nicht gefällt. Trotz ihrer Unsicherheit gibt Lena der Beziehung willen nach und geht ins Tonstudio, wo eine noch schnellere Version ihres Songs aufgenommen werden soll. Dort versöhnt sie sich mit Gregor, doch mit der neuen Version kann Lena überhaupt nichts anfangen. Gregor gibt zu bedenken, die neue Version sei Lenas einzige Chance auf Erfolg, doch die findet keinen Zugang zu dem Song. Nach einem erneuten Streit flüchtet sie in den Stadtpark, wo sie David wortwörtlich in die Arme läuft und diesen verzweifelt umarmt. Ihrer Mutter gesteht sie später, dass sie David am liebsten gar nicht mehr losgelassen hätte.

### Teil 16 – Verhängnisvolle Entwicklungen
Als Katharina nach dem Prozess eine Freundin im Krankenhaus besucht, lernt sie zufällig Letizia kennen, die vom Pflegepersonal des St. Johann Krankenhauses inzwischen „Mathilda“ genannt wird. Als Linda ihren liebevollen Umgang mit dem Findelkind, dessen Adoptiveltern inzwischen wieder abgesprungen sind, bemerkt, schlägt sie Katharina vor, das Kind öfter zu besuchen, zumal „Mathilda“ die Anwältin zu mögen scheint. In Katharina, die selbst keine eigenen Kinder bekommen kann, reift der Entschluss, für „Mathilda“ eine Pflegschaft zu beantragen, was auch Linda gutheißt, zumal keine Hoffnung mehr besteht, dass sich die leibliche Mutter doch noch meldet. Dennoch gibt sie die Lebensumstellung durch ein kleines Kind zu bedenken und bittet Katharina, diesen Schritt um des Kindeswohl wegen noch einmal gut zu überdenken, doch Katharina ist inzwischen fest entschlossen.
Da sie sich dazu entschieden hat, zunächst nur halbtags arbeiten zu wollen, steht einer Pflegschaft nach einem Gespräch mit dem zuständigen Jugendamt nichts mehr im Wege, doch eine Adoption kommt bei Katharina nicht in Frage, da sie unverheiratet ist – gerade diese Tatsache bringt sie auf eine Idee. Entschlossen erinnert sie Gregor im Tango an ein altes Versprechen: Die beiden stehen nach wie vor als Ehepaar auf einer entsprechenden Warteliste und Gregor hatte Katharina einmal zugesagt, trotz Trennung mit ihr ein Kind zu adoptieren, sollte sich die Möglichkeit dazu ergeben. Doch nun lehnt Gregor ab, da er seine Zukunft an Lenas Seite sieht. Auch Katharinas Zusicherung, dass die Adoption reine Formsache wäre, muss er relativieren, da sie beide für das Kind verantwortlich wären. Dennoch macht er seiner Ex-Frau Mut und bittet sie inständig, mit David darüber zu reden, da sie gerade auch die nächsten Jahre seines Lebens mitplant. Katharina zweifelt allerdings an dem Vorhaben, da sie David noch nicht lange kennt. Gregors Zuspruch, David zum Vater ihres Kindes zu machen, versetzt Lena, die zufällig mithört, einen Stich ins Herz. Obwohl sie zu diesem Zeitpunkt noch mit Gregor liiert ist, beginnt ihre Sehnsucht nach David wieder zu wachsen.
Der Ausgang des Mordprozesses gegen Frank versetzt Rafael so in Rage, dass er ein gemeinsames Abendessen mit Vanessa kurzerhand absagt. Diese ist erbost, verbringt den Abend aber schließlich mit Isabelle im Tango. Als sich die Schwestern dort über Rafael auslassen, kommt die Sprache einmal mehr auf Tony, der Vanessa nicht so behandeln würde. In einer Kurzschlussreaktion ruft Vanessa Tony an und gesteht ihm auf dem Anrufbeantworter, dass Letizia noch lebt und sie sie im Krankenhaus ausgesetzt hat. Von ihrem emotionalen Ausbruch sofort schockiert, verschafft sich Vanessa Zugang zu Tonys Wohnung und löscht ihre Nachricht wieder.
Als Rafael in Sachen Fischermann-Immobilie nicht weiter kommt, sieht Vanessa eine neue Chance gekommen, Rafael ihre schädigenden Informationen über von Krieger im Gegenzug einer Hochzeit anzubieten, worauf dieser tatsächlich eingeht. Nachdem er die Verlobung vor Amelie und Fritz auch offiziell gemacht hat, löst Vanessa ihren Teil des Deals ein und übergibt Rafael Fotos, auf denen von Krieger gerade mit einer Freundin von Vanessa amourös zu Gange ist. Als von Krieger bei einem gemeinsamen Treffen Rafael weiterhin seine Unterstützung in dem Projekt verweigert, erpresst dieser ihn mit den Fotos, woraufhin von Krieger einlenken und ihm die 20 Millionen Euro zusprechen muss. Nach einem Traum, in dem Vanessa ihn hämisch aus dem Schloss wirft, sieht sich Rafael dazu gezwungen, Vorkehrungen für seine bevorstehende Ehe zu treffen und lässt einen Vertrag aufsetzten, der im Falle einer Scheidung regelt, dass Vanessa auf den Namen „von Arensberg“ verzichtet und keine Forderungen auf Unterhaltszahlungen oder den ihr eigentlich zustehenden Erbteil erhebt. Vanessa verweigert ihm nun die Originaldateien gegen von Krieger und übergibt ihm stattdessen einen Ehevertrag zu ihren Gunsten. Positiv von Vanessa überrascht, die seinen Vertrag nicht kampflos akzeptiert hat, übergibt die ihm nun die Fotos sowie eine Chipkarte mit den Originalen, die er von Krieger zukommen lässt.
Hocherfreut über ihre anstehende Vermählung bittet Vanessa ihre Schwester, ihre Treuzeugin zu werden, doch Isabelle denkt nicht im Traum daran. Einmal mehr kommt es wegen Tony zum Streit zwischen den Schwestern, worauf Isabelle Vanessa wieder vorwirft, ihr Kind im Krankenhaus ausgesetzt zu haben, was Janka, die die zankenden Schwestern überrascht, mit anhört. Alarmiert informiert sie Tony über das Gespräch, der die entsetzte Vanessa im Schlosspark zur Rede stellt. Diese fängt sich jedoch sofort wieder und erzählt Tony von einem angeblichen Sohn, den sie weggegeben hat, da sie viel zu früh schwanger wurde. Obwohl sich Tony nach vielen Krokodilstränen mit der Erklärung zufriedengibt, sieht Vanessa in Janka eine Gefahr und versucht sie aus ihrer Reichweite zu entfernen. Zu diesem Zweck entwendet sie Geld aus der Haushaltskasse, für die Janka verantwortlich ist, und bringt sie vor Amelie und Fritz, die Janka und Isabelle auf das fehlende Geld ansprechen, in Misskredit. Doch zu Vanessas Entsetzen zweifelt Amelie weder an Jankas noch an Isabelles Integrität.
Da inzwischen alle belasteten Personen des Autoschieberrings verhaftet wurden, erhält Tony von Gaby und Peter die Zusage, seine Werkstatt wieder eröffnen zu dürfen, doch schnell muss er feststellen, dass er immer wieder mit krummen Geschäften konfrontiert wird, für die er berüchtigt scheint. Enttäuscht sieht Tony ein, dass ein ehrlicher Neubeginn schwieriger werden wird, als er angenommen hatte. Zunächst stößt er den Gedanken von sich, als ihm eine Stelle als Chauffeur angeboten wird, doch nach kurzem Zögern entschließt er sich zu einem kompletten Schnitt, schließt seine Autowerkstatt und nimmt das neue Angebot doch noch an.
Als Katharina beobachtet, wie David mit Luca im Park spielt, fasst sie endlich Mut, ihm von ihren Plänen zu unterrichten. Doch dann erfährt sie, dass David sich nicht über die Hochzeit seines Vaters mit Vanessa freut, und erfährt die ganzen Hintergründe von Vanessas Intrigen gegen ihn und Lena. Sie zeigt sich zudem getroffen, als David ihr gesteht, dass er sich zwar um Vanessas Kind gekümmert habe, allerdings froh sei, dass alles anders gekommen ist. Schließlich setzt Katharina an diesem Punkt an und hakt vorsichtig nach, ob er sich mit einer Frau, die er liebt, ein Kind vorstellen könnte. Obwohl er an sie heranträgt, mitentscheiden und nicht vor vollendete Tatsachen gestellt werden zu wollen, erzählt sie ihm schließlich von der geplanten Pflegschaft. Sie versichert ihm zudem, ihn zu nichts drängen zu wollen, sondern ihn nur damit zu konfrontieren, da sie sich nun entscheiden müsse, ob sie das Kind auch wirklich annehmen wolle.
David reagiert zurückhaltend, da die Beziehung noch frisch ist, ein Kind aber eine lebenslange Verantwortung bedeuten würde, und vertraut sich Amelie an. Als das Gespräch auf das ausgesetzte Kind im St. Johann Krankenhaus gelenkt wird, hört Vanessa zufällig mit und schöpft neue Hoffnung, ihre Tochter tagtäglich wieder in ihrer Nähe zu wissen, woraufhin sie David gut zuredet, diese Chance mit Katharina zu nutzen. Voller Vorfreude besucht Vanessa ihr kleines Kind erneut auf der Säuglingsstation.
Inzwischen ist Katharina in ihrer Hoffnung auf ein Kind so bestärkt, dass sie sich dazu entschließt, „Mathilda“ auf jeden Fall zu sich zu nehmen, sollte sie ihr zugesprochen werden – auch wenn sie möglicherweise alleinerziehend wäre. Um David in seiner Entscheidung zu unterstützen, schlägt sie vor, „Mathilda“ gemeinsam zu besuchen, und tatsächlich ist David sofort von der Kleinen angetan, woraufhin er Katharinas Plänen zustimmt. David zeigt sich entschlossen, Katharina und das Kind glücklich machen zu wollen, da er in seiner neuen Kleinfamilie die Chance gekommen sieht, einen Neuanfang zu wagen. Als Vanessa durch Katharina von der für beide Frauen freudigen Nachricht erfährt, hakt sie vorsichtig bei der Anwältin nach, ob sie mit Mathilda aufs Schloss ziehen werde. Katharina fühlt vorsichtig vor, ob Vanessa nach ihrem eigenen Verlust ein Problem mit dieser Situation habe würde, doch Vanessa gibt ihr zu verstehen, froh darüber zu sein, wenn wenigstens ein Baby auf dem Schloss lebe. Während Katharina noch auf die positive Rückmeldung vom Jugendamt wartet, schlägt David ihr tatsächlich vor, zusammenzuziehen.
Um es ihrer Tochter an nichts fehlen zu lassen, lässt Vanessa Rafaels und Davids alte Wiege vom Speicher holen, was Isabelle irritiert zur Kenntnis nimmt. Derweil erhält Katharina die Nachricht, dass die Pflegschaft nun amtlich geworden sei und sie „Mathilda“ abholen dürfe. Als sie auf dem Schloss das Kind kurz in Vanessas Obhut lässt, hört Isabelle mit an, wie ihre Schwester die Kleine liebevoll mit „Prinzessin“ anredet, und sagt ihr später auf den Kopf zu, dass sie vermute, „Mathilda“ sei Letizia. Noch einmal redet sie ihr ins Gewissen, ob sie es wirklich ertragen könne mit anzusehen, wie ihr Kind von einer Anderen großgezogen werde, und macht ihr ein weiteres Mal zum Vorwurf, Tony einfach verlassen zu haben. Als dieser auf dem Schloss auftaucht, um Vanessas letzte Sachen vorbeizubringen, bittet Isabelle auch ihn eindringlich, weiter um ihre Schwester zu kämpfen. Die zeigt sich derweil entschlossen, sich bei Katharina unentbehrlich zu machen, um so eine Beziehung zu Letizia aufbauen zu können. Janka bekommt wiederum ein Gespräch der Schwestern mit und erfährt somit ebenfalls von „Mathildas“ wahrer Identität. Tony bittet Janka daraufhin, ihm etwas von „Mathilda“ zu besorgen, um einen Vaterschaftstest machen lassen und David und Katharina so die Augen öffnen zu können.

### Teil 17 – Der Kampf um Letizia
Seit sie von Davids und Katharinas Plänen rund um die Pflegschaft erfahren hat, wird sich Lena ihrer immer noch existierenden Gefühle für David bewusst, was sie auch Gregor gesteht und die Beziehung zu ihm schlechten Gewissens beendet. Daraufhin möchte sie sich auch ihrem Ex-Freund offenbaren, doch in diesem Augenblick kommt Katharina mit „Mathilda“ dazu. Deren Misstrauen ist sofort geweckt – vor allem, als sie durch Gregor von der Trennung erfahren hat – worauf sie offen die Konfrontation mit ihrer Konkurrentin sucht. Dabei macht sie Lena zum Vorwurf, sich in ihre Beziehung drängen zu wollen, und bittet sie fordernd, nicht mehr auf das Schloss zu kommen und auch David erst einmal nicht weiter zu sehen. Lena weist die Forderung zwar ab, versichert Katharina jedoch, ihre Liebe nicht zu zerstören. Insgeheim nimmt sie sich jedoch vor, um David zu kämpfen, falls auch er noch Gefühle für sie hegen sollte.
Verunsichert sucht Katharina auch mit David das Gespräch, der zugibt, Lena nicht aus dem Kopf zu bekommen und sie immer noch zu lieben. Als Katharina enttäuscht das Schloss mit „Mathilda“ verlassen will, überschlagen sich die Ereignisse, denn Vanessa hat von den Auszugsplänen erfahren und reißt Katharina das Kind schließlich aus den Armen, als diese gerade im Begriff ist für immer zu gehen. Unter Tränen gesteht Vanessa ihre Geschichte, doch David und Katharina glauben, dass Vanessa nach dem Verlust ihres Kindes langsam durchdreht. Als Vanessa sich und ihre Tochter mit einer Schere vor David und Katharina zu verteidigen versucht und sich schließlich mit ihr in Rafaels Zimmer einschließt, bleibt den beiden nichts anderes übrig, als die Polizei einzuschalten.
Als Rafael zu ihr kommt, bittet sie diesen verzweifelt, Letizia doch mit ihr aufzuziehen, doch Rafael gibt ihr weiterhin zu verstehen, ein fremdes Kind niemals akzeptieren zu können. Doch Vanessa ist nicht bereit, sich noch einmal von ihrer Tochter zu trennen, da sie ihr gezeigt hat, was wirklich wichtig im Leben ist, und zeigt sich entschlossen, auf ihr Luxusleben zu verzichten, obwohl sie vor Rafael zugeben muss, dass ihr das sehr schwerfallen würde. Rafael redet ihr daraufhin zu, sich zu ergeben und das Kind erst einmal Katharina zu überlassen, da Gaby und Peter bereits eine Mitarbeiterin des Jugendamtes verständigt haben und ihrerseits drohen, das Schloss notfalls von einem Einsatzkommando stürmen zu lassen. Vanessa gibt sich einsichtig und überlässt der erleichterten Katharina ihre Tochter. Als sie Rafael abends bittet, sie in einem Sorgerechtsstreit gegen Katharina zu unterstützen, fordert er sie auf, vorerst aus dem gemeinsamen Zimmer auszuziehen.
Nachdem Katharina ihre „Mathilda“ endlich wieder in den Armen halten kann, verlässt sie umgehend das Schloss. Dabei trifft sie auf Lena, der sie bittere Vorwürfe macht. Lena lässt sich jedoch nicht beirren und geht zu David, um mit ihm über ihre Gefühle zu sprechen. Dabei bekommt sie mit, wie David auf seinem Flügel eine neu komponierte Melodie spielt und dabei einen von ihr geschriebenen Text singt, den ihm Conny vor Monaten über Tom hat zukommen lassen. Über die gemeinsame Verbundenheit zur Musik finden Lena und David wieder zueinander. Katharina taucht derweil bei Tony, der über Janka bereits über die letzten Ereignisse auf dem Schloss informiert wurde, auf, damit „Mathilda“ Kontakt zu ihrem leiblichen Vater aufbauen kann. Schließlich ist sie dazu bereit, ihm das Kind ganz zu überlassen, und bittet ihn, sie weiter sehen zu dürfen, worauf Tony mit dem Zugeständnis antwortet, sie gerne zu Letizias Patentante machen zu wollen. Als Janka ihm schließlich einen Schnuller von Vanessas Tochter übergibt, bittet Tony Andreas, einen Vaterschaftstest in die Wege zu leiten. Obwohl dazu eine gerichtliche Anordnung erforderlich ist, macht Andreas den DNA-Abgleich, damit Tony das Sorgerecht für Letizia beantragen kann.
Vanessas Kampf um ihre Tochter hat derweil begonnen: Sie erstattet bei Gaby eine Selbstanzeige, um dem Gericht bei einem Sorgerechtsprozess signalisieren zu können, dass sie ihre Tat bereut. Dabei erfährt Vanessa, dass wahrscheinlich auch die Staatsanwaltschaft gegen sie ermitteln wird, doch Vanessa will um ihr Recht kämpfen – egal welche Strafe sie erwartet. Nach seinem Besuch im Krankenhaus erscheint auch Tony auf der Wache und erstattet seinerseits bei Peter Anzeige gegen Vanessa. Um sie nicht zu verlieren, kommt Rafael Vanessa einen großen Schritt entgegen: Sie dürfe ihre Tochter jederzeit besuchen, wenn sie Letizia ihrem Vater überlasse und er an ihrer Stelle das Sorgerecht übernähme. Könne sie sich jedoch nicht zu diesem Schritt durchringen, solle sie das Schloss bis zum Abend verlassen haben. Isabelle bittet Vanessa eindringlich, doch die hofft immer noch, dass Rafael sich irgendwann an Letizia gewöhnen wird. Als der sie jedoch erneut vor die Wahl stellt, packt Vanessa ihre Koffer und ist gerade im Begriff zu gehen, als Tony wütend ins Schloss stürmt und sie mit einer überraschenden Neuigkeit überrascht: Letizia ist nicht seine Tochter!
In Vanessa keimt neue Hoffnung, da nun nur noch Rafael als Vater in Frage kommt, und bittet ihn, ebenfalls einen Vaterschaftstest machen zu lassen. Dadurch hofft sie, dass Rafael Letizia als seine Tochter anerkennt, da ihr allein das Sorgerecht wahrscheinlich nicht zugesprochen wird. Rafael erfüllt Vanessas Hoffnung um einen gemeinsamen Kampf um Letizia und gibt eine Speichelprobe ab, was er dann nur noch als reine Formsache bezeichnet – er ist bereits entschlossen, das gemeinsame Sorgerecht zu beantragen. Währenddessen redet Gregor Katharina ins Gewissen, dass es nicht fair sei, den leiblichen Eltern ihr Kind vorzuenthalten, und redet sanft auf sie ein, „Mathilda“ gehen zu lassen. Da sie erkennt, dass die Eltern einen Prozess früher oder später sowieso gewinnen würden und die Bindung zwischen ihr und „Mathilda“ dann umso größer wäre, gibt sie das Kind schließlich an Rafael und Vanessa zurück, während sie durch eine einstweilige Verfügung auch die Pflegschaft an die beiden abtritt. Die „frisch gebackenen“ Eltern gehen sofort in ihrem gewonnenen Familienglück auf. Als der DNA-Test eintrifft und alle Zweifel um die Vaterschaft aus dem Weg räumt, verkündet Rafael seiner Familie, dass er und Vanessa nun endlich heiraten werden, doch Amelie lehnt ihre zukünftige Schwiegertochter wegen derer schweren Lüge entschieden ab.
Gregor will das Tango zunächst aufgeben und verkaufen, doch dann bietet er Conny die Geschäftsführung an. Nach einer Aussprache, bei der Lena Gregor aufrichtig für seine Hilfe und Unterstützung dankt, können sich die beiden noch versöhnen. Gregor dankt Lena auch dafür, ihm gezeigt zu haben, welche Rolle die Musik noch immer in seinem Leben spielt. Angeregt von ihrer Zusammenarbeit möchte er zurück nach Berlin ziehen und wieder als Produzent arbeiten, während Lena sich endgültig von Fresh Beat Records trennt. Um ihre Karriere weiter voranzutreiben, stellt sie mit Toms Hilfe den Clip zu Say my Name ins Internet, worauf einige Tage später positive Resonanz in Form eines Zeitungsartikels folgt.
Als es zu einem zufälligen Treffen zwischen David und Katharina kommt, bleibt der Umgang zwar angespannt, dennoch können die beiden nun guten Gewissens auseinandergehen. Katharina hat von ihrer Kanzlei inzwischen einen Auftrag für ein kompliziertes Wirtschaftsdelikt erhalten und will dieses auch annehmen, doch vorher fährt sie mit Gregor auf die Seychellen, um durch einen Urlaub Abstand von den Ereignissen der letzten Tage zu bekommen.

### Teil 18 – Julias Tod erfährt Gerechtigkeit
Der Privatdetektiv Rainer Hartmann, den David in Thailand auf Matthias Zöller angesetzt hat, meldet sich mit guten Neuigkeiten: Er habe den ehemaligen Parkplatzwächter ausfindig gemacht und sei ihm auch begegnet, als dieser gerade im Begriff war, das Land zu verlassen. Bei seiner Flucht vor dem Detektiv musste Zöller einen wichtigen Aktenkoffer zurücklassen, der nun auf dem Weg nach Deutschland ist. Da David sich erhofft hatte, darin endlich belastendes Material zu finden, ist er entgeistert, als er scheinbar einen weiteren, diesmal vernichtenden Rückschlag hinnehmen muss: In dem Koffer befinden sich lediglich Rechnungen, Mahnungen und Zeitungsausschnitte zum Tod seiner Mutter. David glaubt sich endgültig gescheitert und stößt den Koffer gewaltsam von sich. Erst später entdeckt Lena einen Schlüssel, der sich wohl auch in dem Koffer befunden haben muss.
Da sie erkennt, dass auf dem Schlüssel eine Nummer entfernt wurde, ruft sie bei der Herstellerfirma Bronnemann Sicherheit mit Sitz in Düsseldorf an. Über die Kennung auf dem Schlüsselbart stellt sich heraus, dass es sich um den Schlüssel zu einem Schließfach handelt, für den nur ein Kölner Bahnhof in Frage kommen kann. Lena macht sich sofort auf den Weg zum Deutzer Bahnhof und versucht verzweifelt, den Aufbewahrungsort von Zöllers Informationen zu finden, doch erst als David hinzukommt, finden sie das passende Fach, in dem sich die ausgetauschte Festplatte befindet. Auf dem Schloss verfolgen sie gebannt den Tatabend: Zunächst ist der Unfall zu sehen, woraufhin Frank und Tony den Unfallort überstürzt verlassen. Direkt danach taucht aus der Dunkelheit eine Gestalt auf, die sich über Julia beugt. David muss fassungslos erkennen, wer seine Mutter tatsächlich umgebracht hat: Rafael, sein eigener Vater!
Entsetzt muss er mitansehen, wie seine Mutter ihren Mörder um Hilfe bittet, der ihr daraufhin jedoch den Mund zuhält und sie erwürgt. David eilt davon, um seinen Vater mit dem ungeheuerlichen Wissen zu konfrontieren, doch Lena hält ihn – wieder den Mordanschlag vor Augen – aus Angst zurück. Doch dann steht Rafael unverhofft selbst in Davids Tür, da er seiner Familie den genauen Hochzeitstermin mit Vanessa verkünden möchte. Als er realisiert, dass er aufgeflogen ist, flieht er auf sein Zimmer, doch David, dessen Wut sich Bahn bricht, folgt ihm auf dem Fuß, um sich dann dem Lauf einer Waffe entgegenzusehen. Auf die Frage, woher er das Material habe, antwortet David wahrheitsgetreu, worauf es Rafael verächtlich bedauert, den „kleinen Schmarotzer“ Zöller nicht gleich mit umgebracht zu haben. Erschüttert erkennt David den Wahnsinn seines Vaters, der sich noch weiter steigert, als er David und Lena, die ihm nachgeeilt ist, als Geiseln nimmt und mit ihnen seine Flucht nach Südamerika vorbereitet.
Als auf einmal Vanessa dazu stößt, die einmal mehr Amelies Verachtung zu spüren bekommen hat, muss auch sie die bittere Wahrheit über Rafael erfahren. Trotz Davids und Lenas Aufforderung, sie solle sich und Letizia in Sicherheit bringen, versucht sie aufgewühlt, ihren Verlobten zu besänftigen, muss schließlich aber doch der bedrohlichen Situation entfliehen. Im Beisein der fassungslosen Eltern ruft Vanessa die Polizei zu Hilfe.
Zeitgleich erfährt David die ganzen Hintergründe zum tragischen Tod seiner Mutter. Nachdem sich Rafael an der Börse verspekuliert hatte, sicherte ihm seine Frau ursprünglich finanzielle Hilfe zu, doch auf dem Weg zu einer Vernissage eröffnete sie ihm, am nächsten Tag ihre Koffer zu packen, da sie hinter einen erneuten Seitensprung Rafaels gekommen war. Schließlich wurde ihr das Armband zum Verhängnis, das sie während des Streits im Auto verloren hatte und es nun suchen wollte, als sie von Frank angefahren wurde.
Amelie, Vanessa und Fritz verschanzen sich auf Gabys Geheiß hin in Davids Zimmer, wo auch sie wie gelähmt die Bilder des Überwachungsvideos auf sich wirken lassen. Amelie will ihren Sohn sofort zur Rede stellen, da sie glaubt, er würde ihr als seiner Mutter nichts antun, doch Fritz, der nach dem Anschlag auf David eines besseren belehrt wurde und um Rafaels Unberechenbarkeit weiß, hält sie zurück. Dieser ist drauf und dran, mit Lena als Geisel durch einen Geheimgang dem Schloss zu entkommen, doch er wird durch den Streit zwischen Amelie und Fritz abgelenkt, die ihrerseits erschrocken einen Schuss hören. David hat sich der Waffe seines Vaters bemächtigt und ist kurz davor, Rafael zu erschießen, doch Lena appelliert an ihre gemeinsame Zukunft. Das inzwischen eingetroffene Polizeikommando stürmt das Schloss, worauf Gaby Rafael wegen dringenden Mordverdachts an seiner Frau festnimmt. Unter den enttäuschten Blicken seiner Familie wird Rafael von Gaby und Peter abgeführt. Gerade Vanessa, die avancierte Gräfin von Arensberg, fällt bei diesem Anblick sehr tief.

### Teil 19 – Die Liebe ihres Lebens
Trotz der tief sitzenden Enttäuschung wollen Amelie und Fritz ihren Sohn im Gefängnis besuchen, um ihn zur Rede zu stellen. Verzweifelt fragt Amelie ihren Mann, ob sie einen Mörder in die Welt gesetzt hätten, doch der gibt zu bedenken, dass sie beide nichts für Rafaels Gefühlskälte könnten. Auch David versucht seine Großmutter aufzubauen, indem er ihr klarmacht, immer nur das Gute in ihrem Sohn gesehen zu haben. Obwohl sie Fritz ins Gefängnis begleitet, erträgt Amelie den Gedanken nicht, Rafael vor Augen treten zu müssen, und geht unverrichteter Dinge. Fritz’ Gespräch mit seinem Sohn verläuft derweil dekonstruktiv. Rafael sagt seinem Vater ins Gesicht, ihn für seine Bigotterie und seinen stumpfsinnigen Glauben an das Gute im Menschen zu verachten, und lässt ihn mit diesen Worten stehen.
Auch Vanessa setzt sich mit Rafaels Persönlichkeit auseinander und gesteht Isabelle gehofft zu haben, dass sich Rafael für Letizia ändern würde, doch eigentlich immer nur seinen schlechten Charakter ausgeblendet zu haben. Als sie von Amelies Gefängnisbesuch erfährt, wählt sie in diesem Augenblick den „Gang nach Canossa“ und erzählt ihr ihre ganze Lebensgeschichte. Zwar missbilligt Amelie Vanessas Handeln weiterhin, ist jedoch froh, dass diese endlich einmal offen auf sie zugegangen ist. Als nun auch Vanessa eine Begegnung mit Rafael wagt, bittet ihr Verlobter sie, ihm beizustehen und ihn zu heiraten. Davon verunsichert zögert sie kurz, das Angebot auszuschlagen, da somit Letizias Zukunft gesichert wäre, doch Isabelles Empörung lässt sie wieder klar denken. Sie nimmt Rafael alle Hoffnungen auf eine Ehe, da dieser lebenslang im Gefängnis sitzen werde und sie nicht auf einen Mann warten wolle, der sie eigentlich gar nicht liebt.
Lena schwelgt derweil im Liebesglück und eröffnet David, sich auf ihre gemeinsame Zukunft zu freuen. Der sieht das als Zeichen, macht ihr am Pavillon im Schlossgarten erneut einen Heiratsantrag und hält auch bei Pia und Frank ein weiteres Mal um die Hand ihrer Tochter an. Dennoch wird ihr Glück getrübt, da sich David mit dem Gedanken quält, beinahe seinen Vater erschossen zu haben, und fürchtet, wie er zu werden. Im Gefängnis sucht er die Konfrontation mit Rafael, der keinen Hehl aus seinen Zweifeln an Davids Hochzeitsplänen macht, da er an dessen Fähigkeit zur lebenslangen Treue zweifelt. Als David wütend auf seinen Vater losgeht, provoziert Rafael ihn, seinem Ärger Luft zu machen und zuzuschlagen, doch David lässt von ihm ab und sagt sich voller Verachtung endgültig von Rafael los. Das geht diesem jedoch näher als gedacht, worauf er weinend in seiner Zelle zusammenbricht.
Trotz der schlechten Erfahrung wagt Fritz einen erneuten Vorstoß bei seinem Sohn, da er sich Sorgen um seinen Zustand macht. Der gesteht ihm, dass sein Leben nur noch aus einem einzigen Trümmerhaufen bestehe, und schreit sich seine Wut und Selbstverachtung aus dem Leib. Nach Davids Besuch zur Erkenntnis gekommen, den Rückhalt seiner Familie zu benötigen, gesteht Rafael seinem Vater, keine Angst vor dem Gefängnis, sondern vor der Einsamkeit zu haben. Auf das Geständnis, die Zeit am liebsten zurückdrehen und alles ungeschehen machen zu wollen, erkennt Fritz, dass diese Reue wohl die erste in Rafaels Leben sein dürfte. Auf Rafaels Wunsch, ihn morgen wieder zu besuchen, macht Fritz ihm ein Zugeständnis, führt ihm aber auch vor Augen, weiterhin nicht mit Amelie rechnen zu dürfen.
Die Hochzeitsvorbereitung laufen derweil auf Hochtouren. Lena wünscht sich ein neues Kleid, da an der alten Robe nur schlechte Erinnerungen zu hängen scheinen. Aus Zuversicht, dass Lena einer glücklichen Zukunft entgegensieht, näht Pia in den neuen Entwurf ein Stück ihres eigenen Hochzeitskleides ein. Auch beruflich läuft es für Lena nicht schlecht: Ein Produzent, der im Internet auf Say my Name aufmerksam geworden ist, meldet sich bei ihr und fragt, ob sie noch mehr Songs im Repertoire habe. Lena findet den Song musikalisch aber inzwischen zu brav, da ihr der Drive fehlt, und möchte ihn neu arrangieren. David kommt dabei auf eine Idee und ruft einen alten Freund an.
Rafael ist sehr überrascht, als Amelie sich doch noch zu einem Besuch durchgerungen hat. Als seine Mutter ihm gesteht, diesen einzig und allein Fritz’ Zuspruch zu verdanken, erkennt er, dass sein verhasster Vater der einzige ist, der noch zu ihm hält. Amelie hofft derweil, dass ihr Sohn doch kein Unmensch ist, da er seine Taten zu bereuen scheint. Zwar kann sie ihm keine Antwort geben, ob sie ihm jemals verzeihen könne, doch will sie trotzdem für ihren Sohn da sein. Als sie von Vanessas Entschluss erfährt, Rafael nicht zu heiraten und das Schloss verlassen zu wollen, heißt sie deren Entscheidung für gut, bietet der jungen Mutter aber an, noch ein wenig auf dem Schloss wohnen zu bleiben, bis sie eine Wohnung und eine neue Perspektive gefunden hat.
Vanessa räumt nun in ihrem Leben auf und sucht eine Aussprache mit Tony, der sie jedoch abweist. Da sie zudem weiterhin Rafaels Präsenz auf dem Schloss spürt, packt sie ihre Koffer und nimmt Abschied von ihrer Schwester, deren finanzielle Unterstützung sie ablehnt, obwohl ihre eigenen Mittel nur für ein paar Tage ausreichen werden. Ihr ist klar geworden, von nun an alleine zurechtkommen zu müssen, und sie beschließt gleich damit anzufangen, ihre Angelegenheiten aus eigener Kraft zu regeln und auf eigenen Beinen zu stehen, da sie für Letizia keine Mutter sein möchte, die nur durch Intrigen im Leben weiterkommt. Dennoch hält Amelie sie von ihrem überstürzten Entschluss ab und bittet Vanessa, noch ein paar Tage zu bleiben – schon allein deshalb, weil Letizia ein Teil der Familie von Arensberg ist.
Am Tag von Davids und Lenas Hochzeit besucht Amelie ihren Sohn ein weiteres Mal im Gefängnis und übergibt ihm einen Brief seines Sohnes, in dem David Rafael zusagt, auch weiterhin sein Vater zu bleiben – egal was er selbst gesagt oder Rafael getan habe. Zudem dankt er seiner Mutter, indem er gesteht, wie viel ihm ihr Zuspruch bedeute. Obwohl Vanessa, die inzwischen ein Jobangebot aus Brüssel erhalten hat, von David und Lena zur Hochzeit eingeladen wurde, verlässt sie Schloss Arensberg – von allen unbemerkt – in ihr neues Leben. Auch Tony hat sich zu einem Abschied entschlossen und möchte für ein halbes Jahr nach Südfrankreich gehen, da ihm ein gut bezahlter Job angeboten wurde, doch Janka bittet ihn zu bleiben. Beide werden von ihren in den letzten Wochen neu erwachten Gefühlen füreinander übermannt und kommen – zu Lucas großer Freude – wieder zusammen.
Währenddessen begeht die übrige Hochzeitsgesellschaft mit dem Brautpaar deren großen Tag. Dabei wirft Isabelle ein Auge auf den vermeintlichen Aushilfskellner Phil Barley, der sich undercover unter die Hochzeitsgesellschaft schmuggelt. Erst nach der kirchlichen Trauung löst David die Irritationen, die um sein Hochzeitsgeschenk entstanden sind, auf. Lena erfährt am schönsten Tag ihres Lebens, dass sie einen Vertrag bei der weltweit erfolgreichen Plattenfirma Barley Records erhalten hat.

## Besetzung

### Hauptdarsteller
Bevor die Handlung der ersten Episode einsetzte, waren in einem kurzen Prolog schon einige Szenen des Mordanschlags aus Episode 98 zu sehen. In dieser Vorausschau traten bereits die beiden Hauptdarsteller Max Alberti (David von Arensberg) und Thomas M. Held (Tom Lorenz) auf. Diese Tabelle ist nach der Reihenfolge des Einstiegs in Episode 1 ab der Handlungsaufnahme sechs Monate zuvor sortiert.
| Schauspieler        | Rolle                                  | Episoden   | Jahre     |
| ------------------- | -------------------------------------- | ---------- | --------- |
| Max Alberti         | David Graf von Arensberg               | 1–180      | 2010–2011 |
| Janina Flieger      | Vanessa Meyer alias Anke Meyer         | 1–180      | 2010–2011 |
| Jessica Ginkel      | Lena Gräfin von Arensberg, geb. Sander | 1–180      | 2010–2011 |
| Kostas Sommer       | Anton „Tony“ Weiss                     | 1–180      | 2010–2011 |
| Johanna Liebeneiner | Amelie Gräfin von Arensberg            | 1–180      | 2010–2011 |
| Joachim Raaf        | Frank Sander                           | 1–180      | 2010–2011 |
| Kilian Krüll        | Luca Weiss                             | 1–180      | 2010–2011 |
| Mila Kostadinovic   | Janka Kovac                            | 1–180      | 2010–2011 |
| Urs Remond          | Rafael Graf von Arensberg              | 1–180      | 2010–2011 |
| Isabella Schmid     | Gaby Keller                            | 1–178      | 2010–2011 |
| Jenny Jürgens       | Pia Sander, geb. Behrendt              | 1–180      | 2010–2011 |
| Felix Bold          | Michael „Micha“ Sander                 | 1–135, 180 | 2010–2011 |
| Isabel Varell       | Linda Behrendt                         | 1–180      | 2010–2011 |
| Barbara Prakopenka  | Jasmin Blohm                           | 2–135, 180 | 2010–2011 |
| Thomas M. Held      | Thomas „Tom“ Lorenz                    | 2–180      | 2010–2011 |
| Annika Ernst        | Conny Kueppers                         | 2–180      | 2010–2011 |
| Mirco Reseg         | Peter Evers                            | 2–180      | 2010–2011 |
| Andreas Jung        | Mathias Maerz                          | 7–110      | 2010–2011 |
| Cécile Bagieu       | Isabelle Lisson, geb. Meyer            | 32–180     | 2010–2011 |
| Wichart von Roëll   | Friedrich „Fritz“ Schubert             | 24, 55–180 | 2010–2011 |
| Ivonne Schönherr    | Felicitas Martin                       | 74–96      | 2011      |
| Aylin Esener        | Katharina Jung                         | 128–175    | 2011      |
| Jens Nünemann       | Andreas Sander                         | 131–180    | 2011      |
| Alex Huber          | Gregor Wilke                           | 134–175    | 2011      |

### Nebendarsteller
Sortiert nach der Reihenfolge des Einstiegs.
| Schauspieler        | Rolle                                   | Episoden        | Jahre      |
| ------------------- | --------------------------------------- | --------------- | ---------- |
| Barbara Schwarz     | Silke Lorenz                            | 7–39            | 2010       |
| Thomas Bartholomäus | Matthias Zoeller                        | 11–18           | 2010       |
| Heinz Simon Keller  | Sven Kahl †                             | 49–64 75–94     | 2010 2011  |
| Alexander Sholti    | Alex Geisel                             | 49–62           | 2010       |
| N. N.               | Christoph Breitbach †                   | 60, 73–74       | 2010, 2011 |
| Roman Haubner       | Sascha Wagner                           | 66–71           | 2010       |
| Christa Rockstroh   | Schwester Benedikta                     | 73–78           | 2011       |
| Dirk Moritz         | Eric Gercke                             | 89–94           | 2011       |
| Kerstin Gähte       | Christine Lorenz                        | 106–109         | 2011       |
| Mike Reichenbach    | Richard Kueppers                        | 107–109         | 2011       |
| Tanja Lanäus        | Annika Flamm                            | 111–125         | 2011       |
| Julia Schäfle       | Ronja Richter                           | 114–125         | 2011       |
| Dietrich Adam       | Severin von Krieger                     | 123–124 141–164 | 2011       |
| Simone Ritscher     | Ulla Hellwich alias Ursula von Bergfeld | 132–138         | 2011       |
| Sabine Marcus       | Susanne Seifert                         | 146–152         | 2011       |
| Daniel Kuschewski   | Alexander Bottich                       | 152–155         | 2011       |
| Julia Beerhold      | Maja Klemens                            | 161–168         | 2011       |

### Gastauftritte
- 2010–2011: Jeannine Burch als verstorbene Julia Gräfin von Arensberg (Episode 6–176)
- 2010: Ulrich Schmissat als Arzt Dr. Markus Brauner (Episode 13–22)
- 2010: Katrin Heß als Toms Flirt Sabrina (Episode 30–31)
- 2010: Bernhard Hauer als Arzt Dr. Gephard Jessen (Episode 50–51)
- 2010: Carole Schmitt als Polizeioberrätin Elke Groß (Episode 63–67)
- 2010: Isabell Brenner als Polizeipsychologin (Episode 65–66)
- 2010–2011: Katharina Hadem als Modeschöpferin Katja Karmaat (Episode 67–72, 81)
- 2010–2011: Jens Hajek als Modejournalist Felix Hoppe (Episode 71–73)
- 2011: Marcus Schenkenberg, spielte sich selbst (Episode 79)
- 2011: Hanfried Schüttler als Filmproduzent Philipp Schneider (Episode 80–81)
- 2011: Noémi Besedes als „Lockvogel“ Eva Neuber (Episode 88–89)
- 2011: Karen Webb als Mediatorin des Jugendamtes (Episode 89)
- 2011: Mirco Monshausen als verdeckter Polizei-Ermittler Bronk (Episode 112–114)
- 2011: Antje Hamer als Journalistin und Reporterin Vera Hansen (Episode 126–130)
- 2011: Marcus Mies als Musikproduzent Ulf Böhler (Episode 144–145)
- 2011: Sarah Ulrich als Model Sarah (Episode 151)
- 2011: Timo Hübsch als Musikproduzent Phil Barley (Episode 180)
- 2011: Franz-Jürgen Zigelski als Pfarrer Schwertkamp (Episode 180)

## Einschaltquoten
Zum Auftakt konnte man am 20. September 2010 durchschnittlich 1,29 Millionen Menschen erreichen, was einen ordentlichen Marktanteil von 12,4 Prozent zur Folge hatte. Die jüngeren Zuschauer, die mit dem neuen Format wieder mehr angesprochen werden sollten, mieden allerdings bereits zu diesem Zeitpunkt die Sendung – mit nur 0,22 Millionen Interessierten kam man nicht über 5,4 Prozent hinaus. Im Laufe der ersten Sendewoche verlor man kontinuierlich an Relevanz, am 23. September 2010 sahen nur noch exakt 1,00 Millionen Menschen zu, mit den daraus resultierenden 11,3 Prozent war der Sender sogar noch ordentlich bedient.
Nachdem die Quoten in den Folgemonaten kontinuierlich geschwunden waren, wurde am 16. November ein neuer Tiefstwert verzeichnet: Die 1,21 Millionen Interessierten führten zu 9,3 Prozent bei allen Zuschauern. Zu dieser Zeit stellte bereits ein mittelmäßiger Wert von 11,1 Prozent bei 1,49 Millionen Interessierten den Bestwert beim Gesamtpublikum dar; der Wochenschnitt betrug nicht selten nur noch 10,0 bis 10,5 Prozent.
Nachdem es auch im Dezember keine signifikanten Veränderungen im Quotenbild zu beobachten gegeben hatte, konnte man kurz vor dem Jahreswechsel noch einen Rekordwert aufstellen: Am 27. Dezember 2010 erreichte die 70. Episode eine Sehbeteiligung von 1,68 Millionen, aufgrund vieler Fernsehzuschauer zur Urlaubszeit waren jedoch auch damit nicht mehr als 10,4 Prozent zu holen.
Im Februar sorgten die 1,82 und 1,83 Millionen Zuschauer an gleich zwei aufeinanderfolgenden Tagen für neue Rekordergebnisse; dies konnte sich diesmal sogar auf den Marktanteil auswirken, der mit durchschnittlich 12,0 Prozent so hoch war wie nie zuvor. Die jungen Menschen hatten sich jedoch abgewandt, hier waren schon 4,0 Prozent das beste Ergebnis seit fünf Wochen. Der kurzzeitige Höhenflug dürfte wohl mit dem lang erwarteten Anschlag auf David zusammengehangen haben.
Nach einem deutlichen Rückgang Anfang März konnten die letzten beiden Sendewochen des Monats Wochendurchschnittswerte von jeweils 13,2 Prozent erreichen und somit über den Senderschnitt klettern. Dies resultierte aus einer treuen Fangemeinschaft und einer rückläufigen Gesamtzuschauerzahl aller Fernsehsender im März. Im schlechtesten Fall erreichte man Ende des Monats 12,7 Prozent bei 1,35 Millionen Zuschauern, bestenfalls hingegen auch 13,8 Prozent bei 1,40 Millionen Zuschauern. Durchschnittlich sahen die am Nachmittag gezeigten 128 Episoden 1,42 Millionen Menschen, was einem mittelmäßigen Marktanteil von 11,1 Prozent entsprach.
Eine deutliche Kehrtwende war ab der Verschiebung auf den Vormittag zu verzeichnen, wo sich Lena zum echten Quotenhit entwickelte. Auf dem neuen Sendeplatz kam das Format am 11. April 2011 im Schnitt auf 20,5 Prozent Marktanteil, die gleichbedeutend mit den künftigen Einschaltquoten der Sendung bis zu ihrem Ende im Juni 2011 waren. Der Nachmittagsnachfolger Herzflimmern lief um 16:15 Uhr – trotz des anfänglich passablen Starts – mit durchschnittlich 10,9 Prozent in der ersten Woche deutlich schlechter als die Telenovela zuletzt.